# Steinkauz
Der Steinkauz (Athene noctua) ist eine kleine, kurzschwänzige Eulenart aus der Familie der Eigentlichen Eulen (Strigidae). Das Verbreitungsgebiet des Steinkauzes erstreckt sich über Eurasien und Nordafrika. Er ist ein charakteristischer Bewohner der Baumsteppe mit spärlicher oder niedriger Vegetation und jagt bevorzugt auf dem Boden. Ein einmal gewähltes Revier besetzt er meist über mehrere Jahre und zum Teil sogar lebenslang.
Der Steinkauz galt bereits im antiken Griechenland als Vogel der Weisheit und war Sinnbild der Göttin Athene, worauf auch der wissenschaftliche Name verweist. Deswegen bezieht sich die Redewendung Eulen nach Athen tragen auf den Steinkauz bzw. seine Abbildung auf antiken Drachme-Münzen. Im deutschen Sprachraum ist der Name „Steinkauz“ Hinweis darauf, dass diese Eulenart nicht nur in Baumhöhlen, sondern auch in Scheunen, Kapellen und Weinkellern aus Stein brütet. In Mitteleuropa gehen die Steinkauzbestände seit einigen Jahrzehnten stark zurück. Hauptursache dieses Rückgangs ist die Zerstörung von Lebensräumen, die dem Steinkauz geeignete Umweltbedingungen bieten.
1972 war der Steinkauz Vogel des Jahres in Deutschland. In der Schweiz wurde er für 2021 zum Vogel des Jahres gewählt.

## Name
Die Vogelart wurde früher, wird aber auch gelegentlich noch heute regional schlicht Kauz bzw. Käuzchen oder Käuzlein genannt, obwohl auch andere kleinere Eulenarten auf „-kauz“ enden, wie z. B. der Waldkauz oder der Bartkauz. Das Wort Kauz kommt ausschließlich in der deutschen Sprache vor und ist als Vogelname seit dem 15. Jahrhundert nachgewiesen. Es ist seit dem 14. Jahrhundert auch als Beiname von Personen in Hessen bekannt und bezeichnet noch heute in Redewendungen wie „komischer Kauz“ einen sonderbaren Menschen, was wohl als Vergleich zur zurückgezogenen Lebensweise des Vogels anzusehen ist. Die Benennung der Vogelart wird auf die schallnachahmende indogermanische Wurzel *gō̌u-, *gū- „rufen, schreien“ zurückgeführt, also auf den im Dunkeln hörbaren Schrei, der auch für das Wort „Eule“ primäres Benennungsmotiv ist. Es bestehen zudem auch volksetymologische Erklärungsversuche, beispielsweise dass der Begriff von der Katze herkomme, nämlich auf Grund der Wortähnlichkeit, des ähnlichen Angesichts, der scharfen Sicht bei Nacht und der Jagd auf Mäuse. Allerdings werden derartige Volksetymologien heute in den Sprachwissenschaften allgemein abgelehnt.

## Beschreibung

### Adulte Steinkäuze
Der Steinkauz erreicht eine Körpergröße von 20 bis 27,5 Zentimetern. Die Flügelspannweite beträgt zwischen 50 und 58 Zentimetern. Die Größe entspricht damit der einer Singdrossel, der Steinkauz wirkt allerdings durch das lockere Gefieder und den breitrundlichen Kopf größer als diese. Federohren fehlen und durch die niedrige Stirn wirkt der Steinkauz flachköpfig. Es besteht kein auffälliger Geschlechtsdimorphismus. Das Gewicht der Männchen schwankt zwischen 160 und 240, das der Weibchen zwischen 170 und 250 Gramm. Das Maximalgewicht erreichen adulte Vögel im Dezember und Januar. Am leichtesten sind sie in den Monaten Juni und Juli.
Der Gesichtsschleier ist beim Steinkauz nur schwach ausgeprägt und oben durch weißliche Überaugenstreifen begrenzt. Die Augen sind zitronen- bis schwefelgelb. Die dunkel sepiabraune Körperoberseite weist weißlich rahmgelbe oder grauweiße Tropfenflecken und Querbinden auf, wobei die Fleckung auf dem Oberkopf besonders dicht, klein und streifenförmig und auf dem Vorderrücken größer und rundlicher ist. Im Nacken hat der Steinkauz eine auffällige, weiße V-förmige Zeichnung, die mit einem weißen Nackenband zusammenläuft und dunklere Gefiederpartien umschließt (sogenanntes Occipitalgesicht). Auf den Handschwingen bilden rahmfarbene bis beigebraune Flecken fünf bis sechs Querbinden. Auf den Armschwingen sind meist zwei bis drei solcher Querbinden sichtbar. Auf den Armdecken variiert dagegen das Fleckenmuster individuell sehr stark. Die Unterflügeldecken sind dagegen hell und weisen eine graue bis schwärzliche Fleckung auf. Die Kehle ist weißlich und von der Brust durch ein beige- oder rostbraunes Halsband abgegrenzt. Die Körperunterseite ist gelblich weiß mit sepiabraunen, unregelmäßigen Längsstreifen. Insbesondere auf dem Brustgefieder sind diese Längsflecken sehr dicht und breit, so dass sie die Grundfarbe nur noch wenig hervortreten lassen. Die Beine sind weißlich befiedert und die Zehen mit borstenartigen Federn besetzt.
Adulte Steinkäuze beginnen ihre Jahresmauser mit dem Ausfliegen der Jungvögel. Die Großgefiedermauser verläuft über einen Zeitraum von 98 bis 115 Tagen und ist in Mitteleuropa gegen Ende Oktober, Anfang November abgeschlossen.

### Nestlinge und Jungvögel

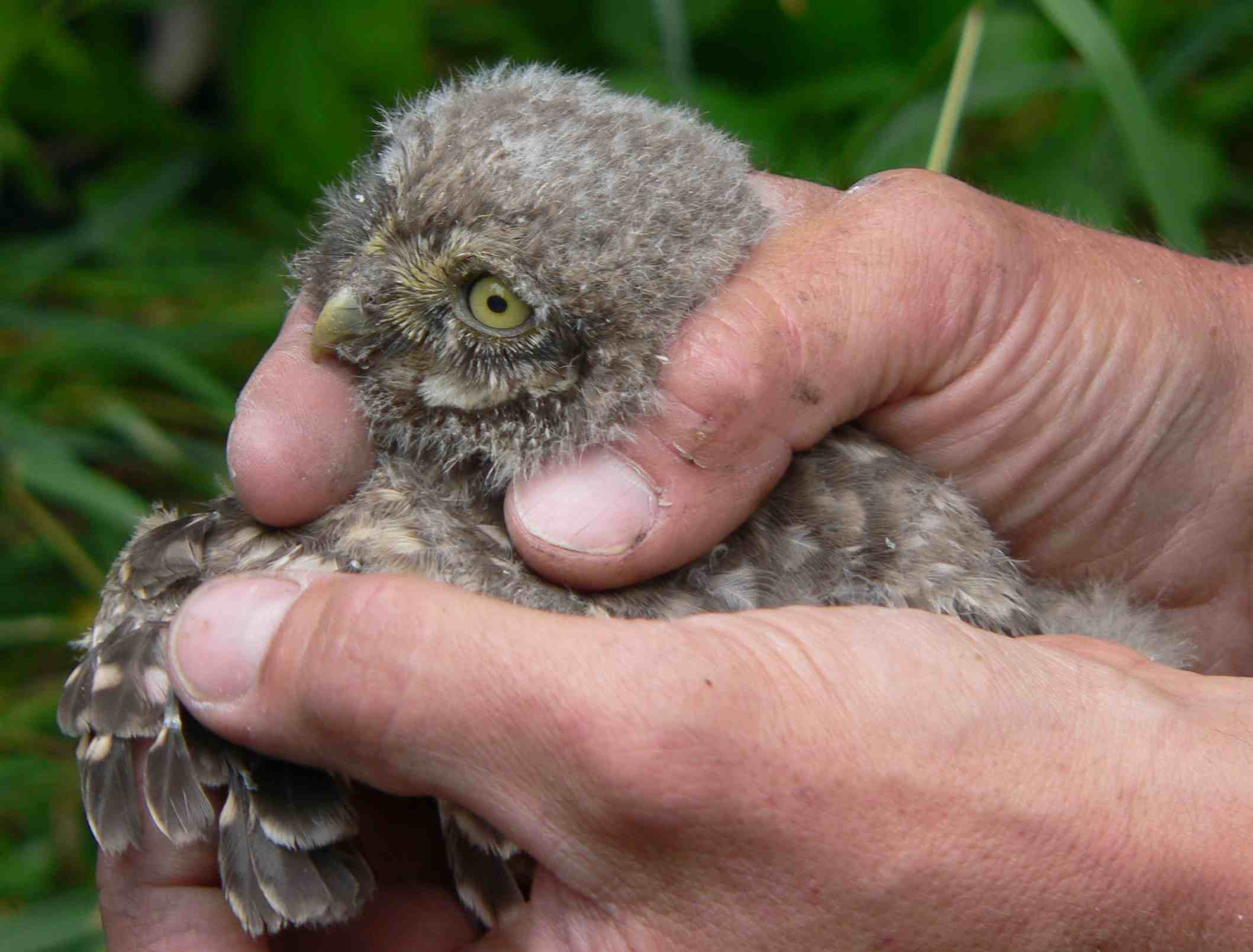
Ca. 3½ Wochen alter Steinkauz, der zur Beringung aus der Niströhre genommen wurde. Berger Hang, Frankfurt am Main

Das Daunenkleid frisch geschlüpfter Steinkäuze ist weiß, dicht und kurz. Ihr Schlupfgewicht beträgt lediglich zwischen 10 und 12 Gramm. Von der hinteren Seite des Laufgelenks abgesehen, sind auch die Beine bis zu den Zehen bedunt. Die Wachshaut ist anfangs rosa, der Schnabel und die Krallen sind weißlich oder gräulich rosa. Die Wachshaut verfärbt sich innerhalb der ersten Lebenswoche zu einem dunklen Violettgrau. Der Schnabel färbt sich zunächst in ein bläuliches Grau mit einer gelben Spitze um und wird dann zunehmend olivgelb. Die Krallen werden dagegen schwarz. Die Augen öffnen sich ab dem 8. bis 10. Lebenstag.
Erste Ansätze des grau-bräunlichen Nestlingskleides (Mesoptil) zeigen sich ab dem 5. Lebenstag. Es tritt zuerst an den Schulter- und Armdecken, später an Hinterkopf, Nacken, in der Rückenmitte sowie an Brust und Oberschenkel in Erscheinung. Die Entwicklung des Mesoptils ist mit dem 21. Lebenstag abgeschlossen. Im Gesicht sind die arttypischen Abzeichen ansatzweise bereits zu erkennen. Das Brustgefieder ist grob längsgefleckt bis gestreift. An Handdecken und Schultern stehen auffällige Reihen weißer Tupfen. Um den 40. Lebenstag ist das Großgefieder voll entwickelt. Das Mesoptil wird in Mitteleuropa in der Zeit von August bis November vom Jugendkleid abgelöst. Dieses Jugendkleid ähnelt dem adulten Jahreskleid, ist allerdings etwas fahler und stärker rostbraun. Die Flecken sind rahmgelb bis rostbraun getönt und weniger kontrastreich abgesetzt. Am Oberkopf und am Vorderrücken sind die Flecken noch weniger auffällig als bei adulten Vögeln. Das erste Alterskleid zeigen junge Steinkäuze kurz nach Vollendung des ersten Lebensjahres.

### Verhalten

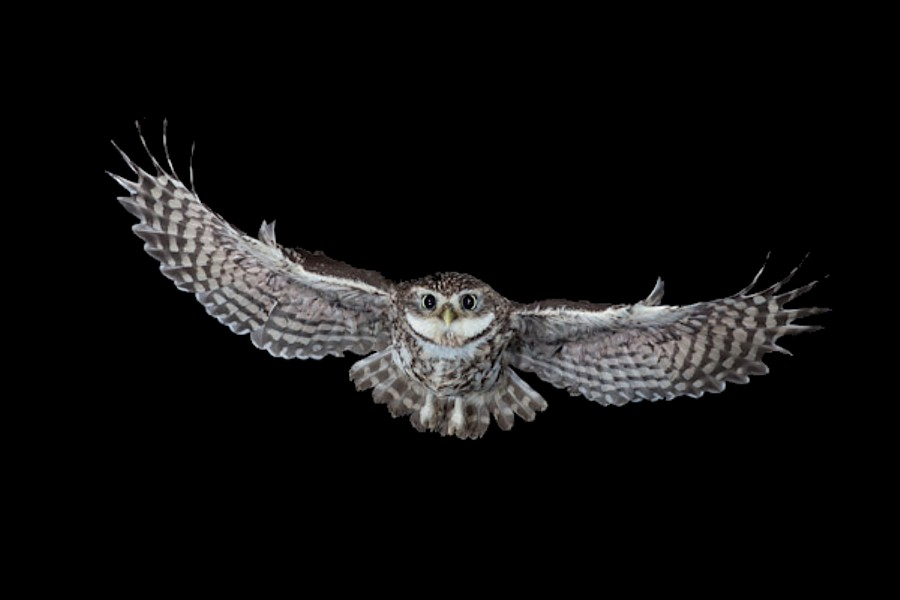
Steinkauz im Flug

Der Steinkauz legt kurze Strecken in einem gradlinigen Ruderflug zurück, während bei weiten Strecken ein spechtartiger Wellenflug charakteristisch ist. Jagende Steinkäuze zeigen außerdem Rüttel- und Gleitflüge. Steinkäuze fliegen meistens knapp oberhalb der Bodenoberfläche. Bei Steinkäuzen, die von einer höheren Warte auffliegen und dann erneut aufbaumen, entsteht dadurch eine U-förmige Fluglinie. Vor dem Abflug von einer Warte zeigen sie häufig ein erregungsbedingtes Treteln am Platz. Da das Körpergewicht in Relation zu den Flügelflächen hoch und die Schwungfedern relativ kurz und hart sind, ist anders als bei den ausgesprochen nachtaktiven Eulenarten der Flug des Steinkauzes nicht geräuschlos und für den Menschen aus der Nähe hörbar. Ein gezielt eingesetztes Flügelklatschen, wie es bei der Waldohreule, dem Kaninchen- und dem Raufußkauz vorkommt, fehlt dagegen.
Steinkäuze bewegen sich sehr häufig auf dem Boden fort. Sie sind in der Lage, so schnell zu rennen, dass sie auch eine flüchtende Feldmaus einholen. Sie laufen dann mit sehr langbeinigen Schritten und schalten gelegentlich auch kürzere Sprünge ein, während sie bei einer langsameren Fortbewegung eher in kurzen Schritten trippeln.
Steinkäuze können während des Tages oft freisitzend auf Schornsteinen, Zaunpfählen, Felsblöcken, Leitungsdrähten oder Masten beobachtet werden. Ruhende Steinkäuze plustern ihr Gefieder häufig locker auf und ziehen den flachgeformten Kopf ein, so dass sie kugelförmig wirken. Bei leichtem Regen spreizen sie ihre Flügel weit ab und sträuben das Gefieder. Gelegentlich kann man sie dabei beobachten, wie sie sich sonnen. Dabei werden die Flügel schlaff geöffnet, das Gefieder ist geplustert und das Gesicht der Sonne zugewendet. Ein sich nähernder Mensch wird vom Steinkauz häufig mit kurzen ruckartigen Kopfbewegungen fixiert. Ähnlich wie bei Feindbegegnungen zeigt der Steinkauz außerdem häufig ein sogenanntes Vertikalknicksen, bei dem sich der Kauz in eine fast waagerechte Körperhaltung duckt und sich dann mit durchgestreckten Fersen aufrichtet.

## Stimme

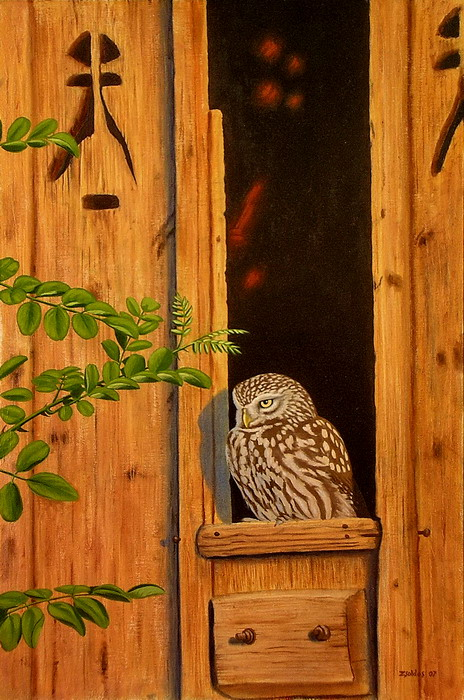
Künstlerische Darstellung eines Steinkauzes

Steinkäuze haben ein sehr umfangreiches Lautrepertoire, das von bellenden, schnarchenden, miauenden Lauten bis zu klangvoll weichen Rufen reicht. Der Gesang des Männchens besteht aus nasalen, dunklen und in der Tonlage auffallend ansteigenden guhg, guuig oder gwuäig-Rufen, die jeweils weniger als eine Sekunde andauern und mit einem gellenden miju oder miau abrupt enden. Männchen wiederholen diese Rufe, die für Menschen noch in einer Entfernung von 600 Metern vernehmbar sind, 12 bis 20 Mal pro Minute. Zum Gesangsrepertoire gehören auch sehr gedehnte Langsilben mit einem flötend hochgezogenem Glissando, die sich lautmalerisch als gluui oder goojahüi umschreiben lassen. Speziell unverpaarte Männchen singen auch tagsüber. Von Weibchen ist gelegentlich ein ähnlicher Gesang zu vernehmen. Bei ihnen sind die Rufe allerdings weniger rein und bestehen selten aus mehr als fünf guhg-Silben.
Beide Geschlechter rufen bei Erregung ein durchdringendes, lautes miauendes oder kurz kläffendes kwiu oder kwie, das sich zu einem gellenden kja steigern kann. Gelegentlich ist dies dann auch in einer keckernden Folge zu hören. In Nähe zueinander sitzende Rivalen keckern leise und perlend, was an ein weiches Schnattern erinnert. Fauchende und heiser-trockene Stimmfühlungs- und Bettelrufe sind im Duett der Partner besonders auffallend. Weiche, ansteigende und fragend klingende uu, guu oder guip-Rufe werden ebenfalls im Duett der Partner vorgetragen und dienen der Synchronisation der Partner vor Beuteübergabe, Begattung und Höhlenzeigen.
Jungvögel verfügen bereits im Nestlingsalter über einen Großteil des Lautrepertoires. Bereits in der ersten Lebenswoche rufen die Jungvögel ein weiches guh oder gjuu, das an den Lockruf der Altvögel erinnert. Bis in ein Alter von vier Wochen rufen sie heiser srii oder chrii. Ältere Nestlinge lassen ab der vierten Lebenswoche zunehmend ein schnarchendes chch vernehmen, das an die Kontaktrufe von jungen Schleiereulen erinnert. Wie viele andere Eulen lassen auch Steinkäuze, die sich gestört fühlen, ein lautes Schnabelknappen hören, das durch schnelles Aufeinanderschlagen von Ober- und Unterschnabel erzeugt wird. Nestlinge lassen diesen Instrumentallaut besonders häufig hören.

## Verbreitung
Neben einem begrenzten Südausläufer in die äthiopische Region ist der Steinkauz transpaläarktisch verbreitet. Das Hauptverbreitungsgebiet liegt zwischen 22° und 51° N. Die nördliche Verbreitungsgrenze entspricht annähernd der 17-°C-Juli-Isotherme, die südliche annähernd der von 31 °C.

Das Verbreitungsgebiet des Steinkauzes:
Ganzjähriges Vorkommen
Einführungsgebiete

In west-östlicher Richtung erstreckt sich das Verbreitungsgebiet von der Atlantikküste Großbritanniens bis zur Koreanischen Halbinsel und dem Nordosten Chinas. Die nördliche Verbreitungsgrenze verläuft durch Belgien, Holland, Dänemark, Lettland, die Region von Pskow und Moskau sowie Meschtschora. Steinkäuze kommen in dieser Region noch nördlich des 56° N vor. Im Uralgebirge ist der 54° N und in Kasachstan der 49° N jeweils die nördliche Verbreitungsgrenze. In östlicher Richtung verläuft die Verbreitungsgrenze weiter entlang des Altai- und dem Tannu-ola-Gebirge, durch den Südwesten Dauriens und den Nordosten der Mongolei.
Steinkäuze kommen im gesamten Mittelmeerraum vor. Im Westen Afrikas überschreitet ihr Verbreitungsgebiet sogar den 22° N in südlicher Richtung. Sie besiedeln außerdem den Norden und Nordosten von Afrika, Teile der Arabischen Halbinsel, den Süden des Sudans und den Norden Somalias. In Asien verläuft die südliche Verbreitungsgrenze durch den Nordosten Pakistans, den Süden Tibets. In Zentral- und Ostchina ist der 35° N die südliche Verbreitungsgrenze.
In Neuseeland wurde die Art zwischen 1906 und 1910 in der Region Otago eingebürgert. Man wollte damit den Bestand der eingeführten europäischen Singvögel regulieren, die sich teils sehr stark dort verbreiteten. Dies erwies sich als Fehlschlag, da Singvögel am Beutespektrum des Steinkauzes nur einen geringen Anteil haben. Mittlerweile ist der Steinkauz auf der gesamten Südinsel verbreitet.

## Bestandsentwicklung
Grundsätzlich sind die Bestände in Zentral- und Westeuropa auf Grund von Habitatverlusten zurückgegangen, so dass die Art in diesen Ländern partiell sehr selten ist. Dagegen ist der Steinkauz im Mittelmeerraum sowie in großen Teilen seines asiatischen Verbreitungsgebietes eine weitverbreitete bis häufige Art. Die Annahmen für den weltweiten Bestand gehen weit auseinander. Dries Nieuwenhuyse, Jean-Claude Génot und David H. Johnson gehen in ihrer Steinkauz-Monographie für das Jahr 2004 von weltweit 235.000 bis knapp 650.000 Brutpaaren aus. BirdLife International schätzte dagegen für dasselbe Jahr den weltweiten Brutbestand auf 556.000 bis 1.267.900 Brutpaare.

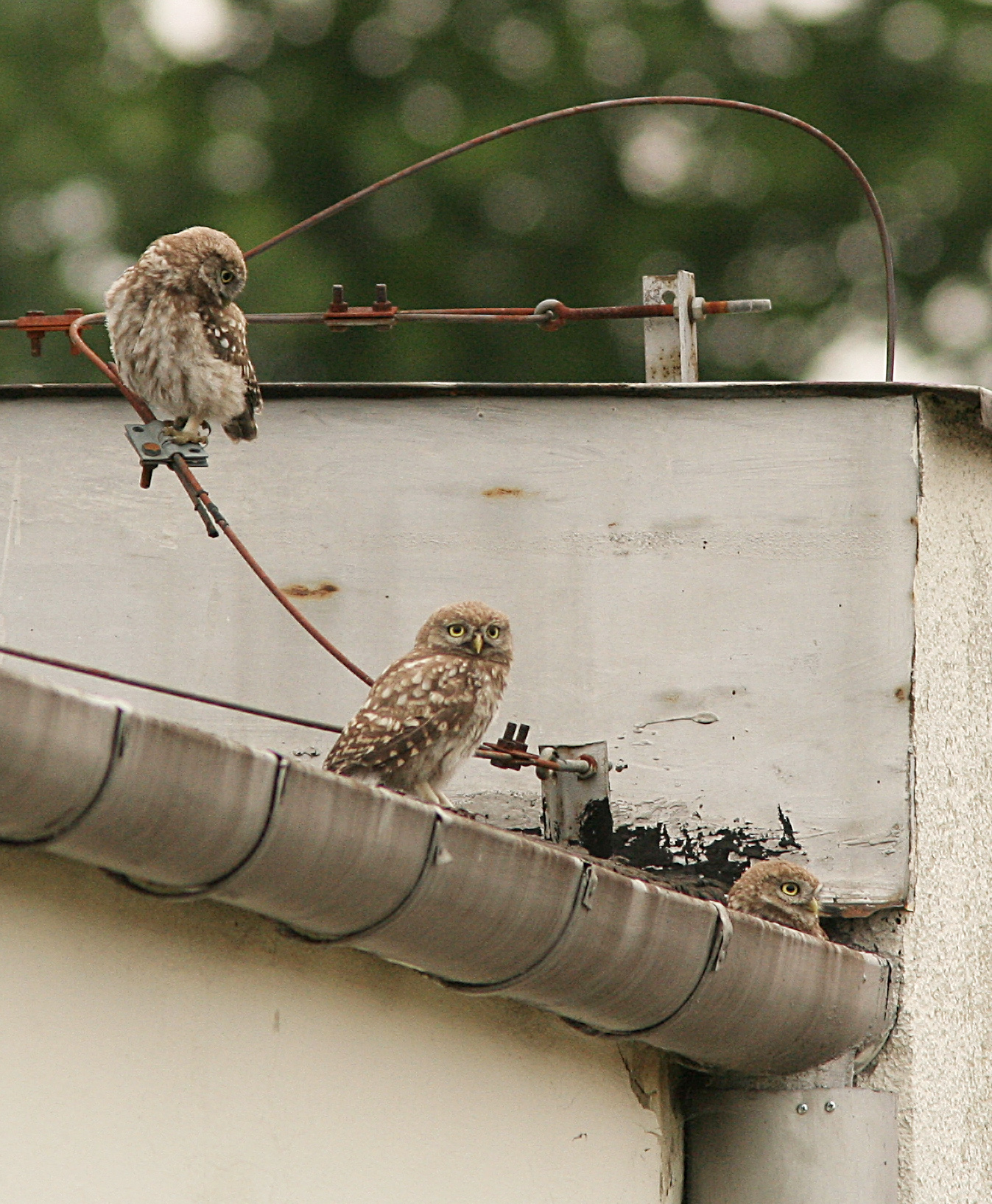
Drei Steinkäuze in Warschau, Polen

Auf der Insel Großbritannien war der Steinkauz bis in die zweite Hälfte des 19. Jahrhunderts ein seltener Irrgast. Die Eule wurde erst in den 1870er und 80er Jahren gezielt angesiedelt. Bereits zur Wende ins 20. Jahrhundert gab es im Südosten Englands und im Osten der Midlands zwei große Brutpopulationen. Verstärkt durch weitere Ansiedelungen haben Steinkäuze insbesondere während der Jahre 1910 bis 1930 den größten Teil der britischen Insel besiedelt. In Südengland ist er heute eine charakteristische Art ländlicher Gebiete. Lediglich nördlich der Linie Edinburgh-Glasgow haben sich Steinkäuze bislang nicht etablieren können. Die gesamte britische Population wird auf 4.000 bis 8.500 Brutpaare geschätzt.
In der Roten Liste der Brutvögel Deutschlands von 2020 wird die Art in der Kategorie V (Vorwarnliste) geführt. Der Gesamtbestand wird für die Jahre 2011 bis 2016 auf 7.550 bis 8.500 Brutpaare geschätzt. Nordrhein-Westfalen beherbergt ca. 76 % des deutschen Bestandes. Große Populationen leben in den kopfbaumreichen Niederungsgebieten Westfalens, am ebenfalls kopfbaumreichen unteren Niederrhein sowie in der westlichen Jülicher Börde, wo es zahlreiche beweidete Obstwiesen gibt. Hessen weist die zweitgrößte Brutpopulation Deutschlands auf und kann, anders als Nordrhein-Westfalen, eine leichte Bestandszunahme über die letzten 25 Jahre verzeichnen. In Bayern dagegen gilt der Steinkauz als sehr seltener Brutvogel. Nach jahrzehntelangem Rückzug aus ehemaligen Brutgebieten konnte sich der auf Unterfranken reduzierte Bestand durch Artenschutzmaßnahmen wieder vergrößern.
In der Schweiz ist der Steinkauz eine mittlerweile seltene Art, deren Verbreitung auf die Regionen Ajoie (17 Brutpaare), den Kanton Genf (30 bis 40 Brutpaare) und den Kanton Tessin (weniger als 10 Brutpaare) begrenzt ist.
Luxemburg gehört zu den Ländern mit einem dramatischen Bestandseinbruch. Hier lebten in den 1960er Jahren noch 3.400 bis 4.200 Brutpaare. Für 2006 waren es dagegen nur noch 15 bis 20 Brutpaare, die im äußersten Norden sowie im Süden von Luxemburg brüten. Luxemburg gilt als eines der Länder, wo die Art vermutlich vollständig verschwinden wird. Einen ähnlich negativen Bestandsverlauf gibt es für Österreich. Steinkäuze waren in Österreich noch bis in die 1970er Jahre häufig. Der Brutbestand wird mittlerweile auf nur noch 70 bis 100 Paare geschätzt, die überwiegend im Weinviertel in Niederösterreich vorkommen. Diese Region ist von traditionellem Weinanbau geprägt, und viele Steinkäuze nutzen alte Weinkeller als Nistplatz.

## Lebensraum

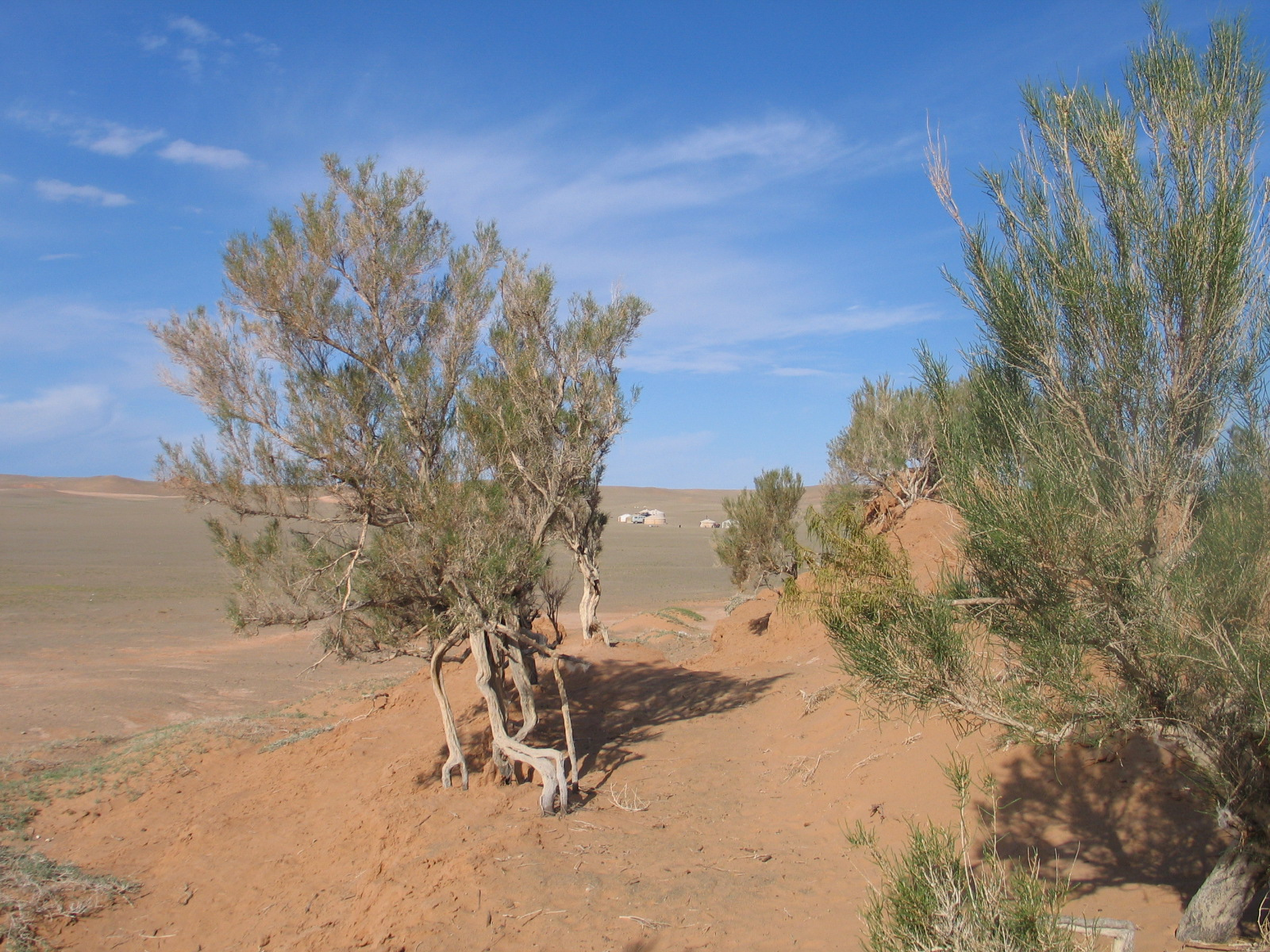
Saxaul-Sandwüsten sind in der Mongolei bevorzugtes Siedlungsgebiet des Steinkauzes

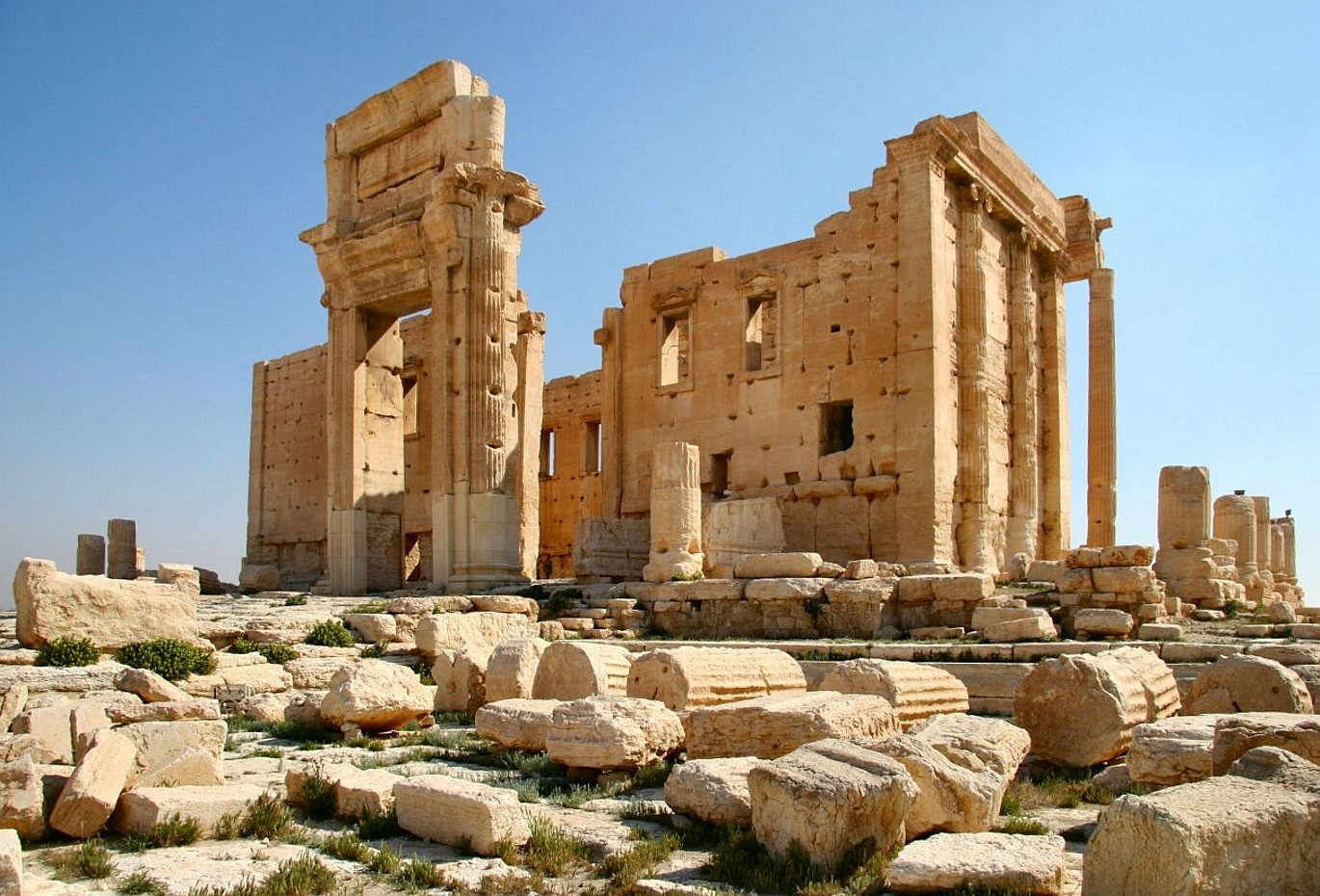
Das Ruinenfeld Palmyra in Syrien ist eines der Bruthabitate des Steinkauzes

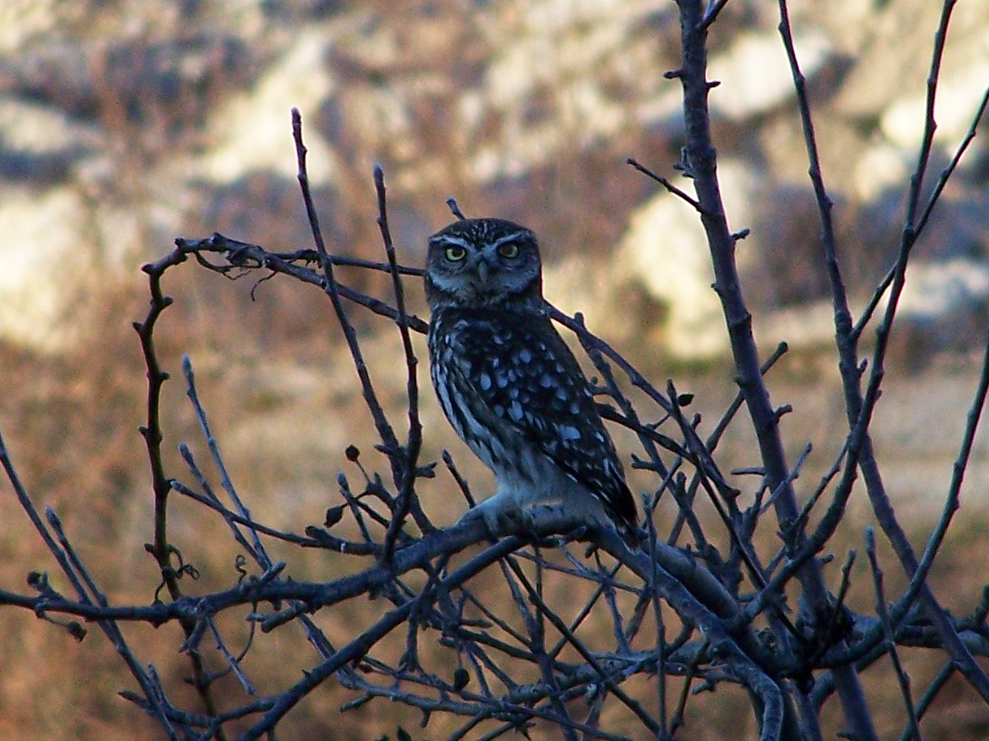
Steinkauz, Portugal

Der Steinkauz bevorzugt als Lebensraum offenes, reich strukturiertes Gelände mit einem großen Angebot an Bruthöhlen, Tagesverstecken und Sitzwarten und einer ganzjährig niedrigen kurzen Vegetation. Diese Lebensraumansprüche werden von einer Vielzahl natürlicher sowie von Menschen stark gestalteter Landschaften erfüllt.

### Primärhabitate
Die Primärhabitate des Steinkauzes sind die eurosibirischen Steppenzonen, subtropische Halbwüsten, Wüsten wie die weitläufigen mongolischen Saxaul-Sandwüsten sowie die gemäßigten asiatischen Trockengebiete. Sein Lebensraum weist meist vertikale Strukturen wie Felsen und Lehmwände auf, wo durch Erosion und die Tätigkeit von Säugern und Vögeln zahlreiche für den Steinkauz als Nist- und Ruheplatz nutzbare Höhlen, Nischen und Spalten entstanden sind. Andernfalls nutzt er höhlenreiche Flächen in Steppenzonen mit Erdbauen von Säugern wie Rennratten und -mäusen, Pfeifhasen, Zieseln sowie Feld- und Zieselmäusen. In den Gebirgen Zentral- und Ostasiens ist der Steinkauz ein ausgesprochener Bodenvogel, der bevorzugt in den Bauen des Himalaya-Murmeltieres nistet und schläft. Außerhalb des Verbreitungsareals dieser Murmeltierart fehlt er auf den Hochplateaus dieser Gebirge. In Somalia nutzt er neben Höhlen an den Sandwänden ausgetrockneter Flussläufe auch Termitenhügel als Sitzwarte und Nistplatz.

### Sekundärhabitate
Zu den Sekundärhabitaten des Steinkauzes zählen vor allem die weitläufigen Karstlandschaften und Macchien des Mittelmeerraums, die durch eine seit Jahrhunderten praktizierte halbnomadische Herdentierhaltung geprägt sind. Typische Steinkauzhabitate finden sich außerdem in Weinbergen, in den Tempel- und Ruinenfeldern der Mittelmeerländer sowie in Olivenhainen. In Spanien werden außerdem die großen, lichten Korkeichenhaine von Steinkäuzen besiedelt.
In West- und Mitteleuropa nutzt der Steinkauz vor allem extensiv bewirtschaftete Dauergrünlandflächen wie Vieh- und Mahdweiden, Ruderalflächen sowie Weg- und Grabenränder, deren niedrige Vegetation und hohes Nahrungsangebot die artspezifische Bodenjagd ermöglichen. In Mitteleuropa sind Kopfweidenbestände sowie Gärten mit alten Bäumen und Streuobstwiesen wichtige Steinkauzhabitate. In Teilen Westeuropas, wo die Nahrung des Steinkauzes zu einem großen Teil aus Regenwürmern besteht, bestehen ideale Steinkauzhabitate aus mehreren ganzjährig genutzten Weiden. Deren kurze Grasnarbe begünstigt die Jagd des Steinkauzes auf die Regenwürmer, die vor allem im Randbereich der Weiden zu finden sind. Die Weiden müssen daher möglichst kleinparzellig sein, damit der Steinkauz ausreichend Nahrung findet. Als Sitz-, Ruf- und Jagdwarten dienen dem Steinkauz vor allem Masten und Pfähle. Die verhältnismäßig niedrigen Koppel- und Zaunpfähle spielen für Jagd des Steinkauzes eine große Rolle, so dass deren Dichte mit der Siedlungsdichte von Steinkäuzen positiv korreliert.
Geht man im Sinne der Megaherbivorenhypothese von durch Großpflanzenfressern beeinflussten offenen und halboffenen Lebensräumen als Ursprungsvegetation Mitteleuropas aus, so könnte der Steinkauz aber auch in Mitteleuropa „heimatrecht“ besitzen. Demnach wären menschlich beeinflusste Sekundärhabitate in Mitteleuropa nur als Ersatzlebensräume für die ursprünglichen Offenländer zu verstehen.

### Höhenverbreitung
In Mitteleuropa ist der Steinkauz ein Brutvogel waldfreien Tieflands und brütet nur selten in Höhenlagen über 600 Höhenmetern. In den südlichen Regionen seines Verbreitungsgebietes brütet der Steinkauz jedoch auch im Gebirge. So kommt er in den Pyrenäen noch in 1.200 Metern über NN vor und brütet stellenweise in der südspanischen Sierra Nevada noch in Höhenlagen von 2.300 Metern. In Innerasien siedeln Steinkäuze sogar noch in Höhenlagen zwischen 4.000 und 4.700 Höhenmetern. Da der Steinkauz ein ausgesprochener Standvogel ist und sein Revier auch bei anhaltend hohen Schneelagen und Kälteperioden nicht verlässt, sind hohe winterliche Schneelagen eine Ausbreitungsbarriere.

## Revier und Siedlungsdichte
Generell sind Steinkauzreviere klein. So benötigen Steinkäuze am unteren Niederrhein zur Deckung ihres Nahrungsbedarfes ganzjährig nur eine Fläche von 1 bis 2 Hektar Dauergrünland. Obwohl sich Steinkauzreviere nicht überlappen, kann es in besonders günstigen Biotopen zu beachtlichen Konzentrationen von Steinkäuzen kommen. So brüteten östlich von Genf in einem Jahr mit einem ungewöhnlich starken Auftreten von Maikäfern auf einer Fläche von 120 Hektar 25 Paare Steinkäuze. Einzelne Bruthöhlen befanden sich dabei nur fünfzig Meter voneinander entfernt. Solche Siedlungsdichten sind jedoch außergewöhnlich. Selbst in Optimalbiotopen Mitteleuropas kommen, bezogen auf Flächen von 100 bis 125 Quadratkilometer, nur in seltenen Ausnahmefällen mehr als 1,5 Brutpaare pro Quadratkilometer vor. Der Zoologe Urs N. Glutz von Blotzheim weist jedoch darauf hin, dass solche großräumigen Siedlungsdichteberechnungen wegen des inselartigen Steinkauz-Vorkommens nur eine eingeschränkte Aussagekraft haben.
Sofern ausreichend Nahrungsressourcen zur Verfügung stehen, halten sich Steinkäuze ganzjährig in ihrem Revier auf. Dabei lebt das Weibchen im Revier eines Männchens. Da die Brutplatztreue sehr ausgeprägt ist, leben die Partner eines Paares häufig in Dauerehe. Für Weibchen wurde eine Brutplatztreue von bis zu fünf Jahren nachgewiesen.

## Nahrung und Ernährungsweise

### Nahrungsspektrum

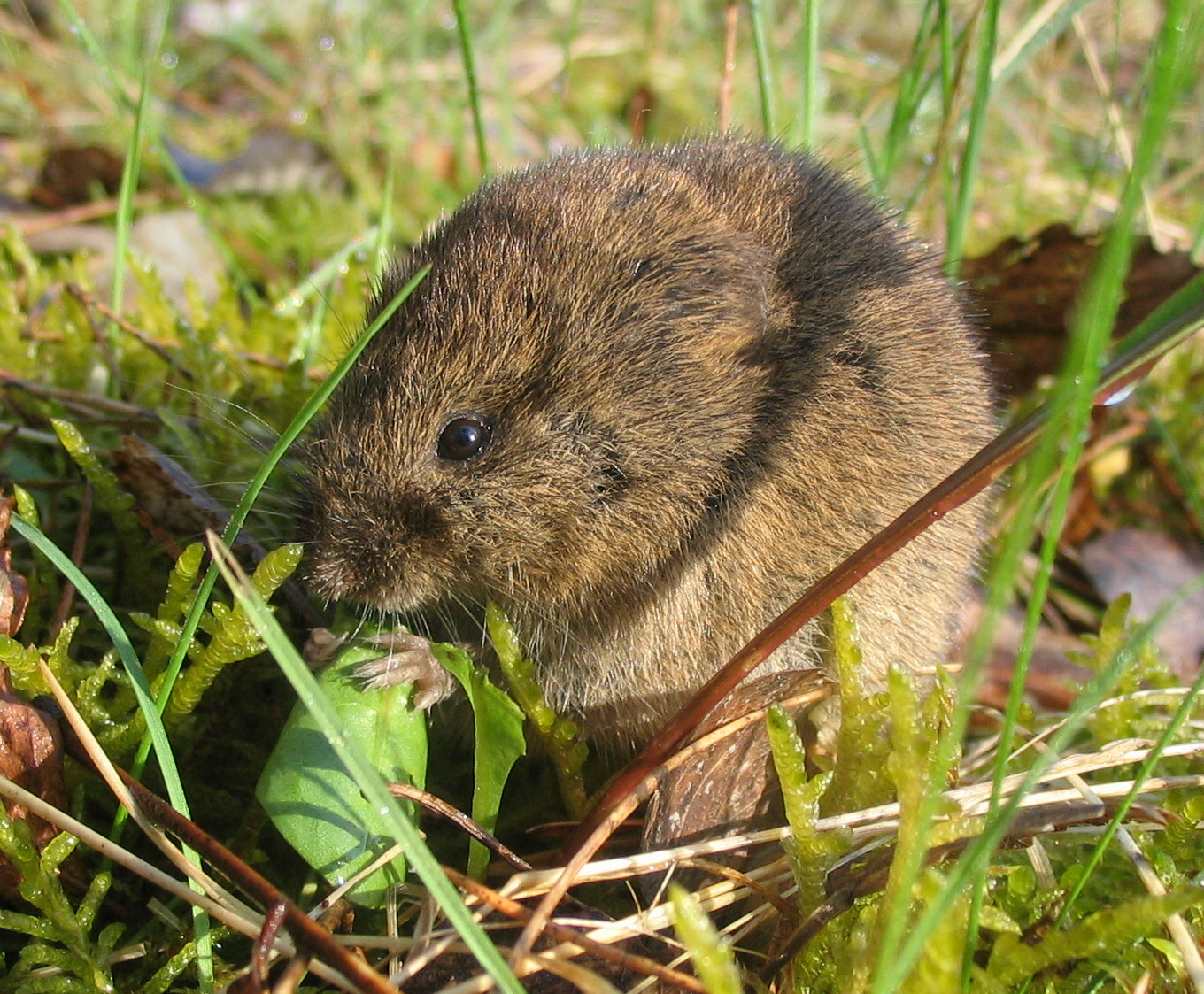
Gemeine Feldmaus – in Mitteleuropa das wichtigste Beutetier

Steinkäuze haben einen täglichen Nahrungsbedarf von 59 bis 75 Gramm bei einer Umgebungstemperatur von 0 °C und einen Bedarf von 23 bis 30 Gramm bei 30 °C. Das Nahrungsspektrum ist sehr breit und reicht von Käfern, Regenwürmern und Grillen bis zu Mäusen, Kleinvögeln, Amphibien und Reptilien. Die Nahrungszusammensetzung variiert in Abhängigkeit von Jahreszeit und geographischer Verbreitung, und das Nahrungsspektrum eines einzelnen Steinkauzes ist umso größer, je größer die Biodiversität des jeweiligen Lebensraumes ist. Unabhängig von Jahreszeit und Verbreitungsgebiet bilden kleine Säugetiere bewertet nach Biomasse und Energiegewinn die Hauptbeute des Steinkauzes. Präferiert werden kleine Nagetiere mit einem Körpergewicht von 10 bis 30 Gramm. In Mitteleuropa ist das wichtigste Beutetier die Gemeine Feldmaus, und eine Reihe von Studien weist einen Zusammenhang zwischen dem Bruterfolg des Steinkauzes und der Größe der Feldmauspopulationen nach. Selbst in Südfrankreich, wo diese Art nur 6,5 Prozent der Beutetiere ausmacht, entfallen auf sie 50 Prozent der Biomasse der Nahrung der Steinkäuze. In Asien spielen andere Vertreter der artenreichen Unterfamilie der Wühlmäuse ebenfalls eine große Rolle. Weitere wichtige Beutetiere sind Rennmäuse und insbesondere in China der Graue Zwerghamster. Kleinvögel können insbesondere bei Schneelagen und einem Zusammenbruch der Mäusepopulation eine größere Rolle spielen. Geschlagen werden bevorzugt solche Arten, die sich zur Nahrungssuche am Boden aufhalten wie beispielsweise Stare, Drosseln, Sperlinge und Lerchen. Daneben raubt der Steinkauz gelegentlich Jungvögel aus ihren Nestern. Regional können auch Frösche und Eidechsen eine Bedeutung im Nahrungsspektrum des Steinkauzes haben.
Studien aus Flandern und Nordfrankreich weisen zwar einen hohen Anteil von Regenwürmern in der Nahrung der dort vorkommenden Steinkäuze nach. Dies wird jedoch auf das stark verringerte Angebot zurückgeführt, das Steinkäuze in diesen intensiv landwirtschaftlich genutzten Regionen vorfinden. Es wird angenommen, dass solche gezwungenermaßen zu Nahrungsspezialisten gewordene Populationen in ihrem Bestand besonders gefährdet sind.

### Beuteerwerb

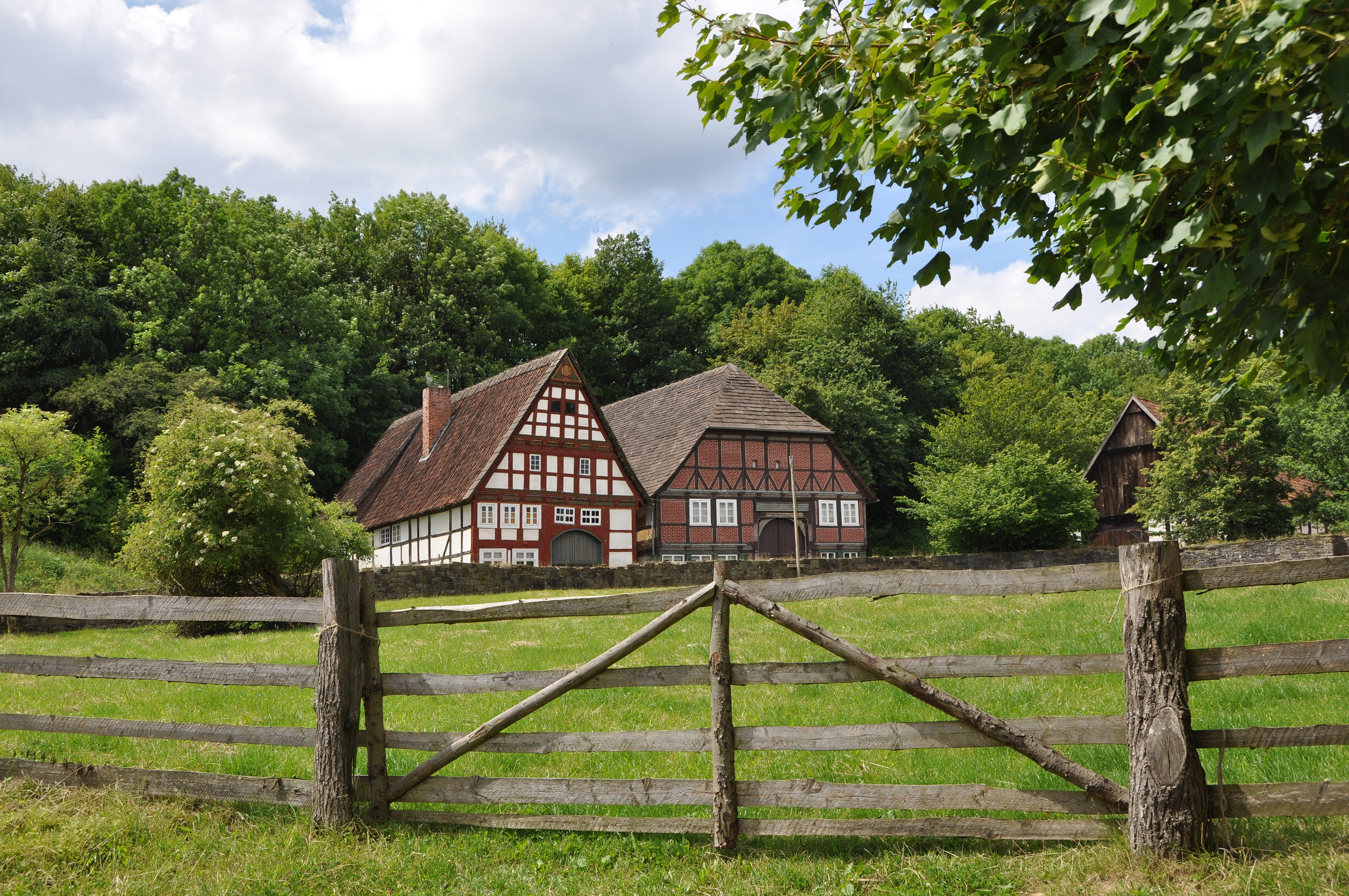
Zäune dienen dem Steinkauz häufig als Jagdwarte

Der Steinkauz ist überwiegend dämmerungs- und nachtaktiv. Er jagt gewöhnlich jeweils ein bis zwei Stunden nach Sonnenuntergang und vor Sonnenaufgang. Während der Nestlingszeit ist er wegen des erhöhten Beutebedarfs regelmäßig auch tagaktiv. Die Beute wird primär optisch wahrgenommen. Der Steinkauz reagiert aber auch auf akustische Reize wie etwa das Fiepen von Mäusen. Die Jagdmethode, die er anwendet, ist abhängig vom Vegetationstyp. Ist der Bewuchs niedrig, dann jagt er gewöhnlich direkt vom Boden aus oder von einer sehr niedrigen Ansitzwarte wie einem Stein oder Erdhügel. Entdeckt er beispielsweise einen Käfer oder eine Maus, dann nähert er sich seiner Beute meist zunächst mit einem kurzen Flug knapp über dem Boden und folgt ihr dann entweder in einem schnellen Lauf oder mit einigen Hüpfern. Regenwürmer werden fast immer direkt vom Boden aus erbeutet. Ist die Vegetation etwas höher, so dass der Steinkauz auf dem Boden nicht ungehindert laufen kann, spielt die Ansitzjagd eine größere Rolle. Auch Rüttel- und Gleitflüge sind belegt. Getötet wird die Beute durch einen gezielten Kopf- oder Genickbiss.
In Sommernächten jagt der Steinkauz auch im Umfeld von Straßenlaternen und gut beleuchteten Häusern und Höfen nach Insekten, die vom Licht angezogen werden. Seine Hauptbeute sind hier überwiegend Motten. Steinkäuze sind aber auch in der Lage, Fledermäuse zu greifen, und sie rauben Eier und Jungvögel aus Vogelnestern wie denen von Staren und Haus- und Feldsperlingen. In Russland und Kasachstan hat man beobachtet, dass Steinkäuze regelmäßig die Baue von Rennmäusen nach potentieller Beute patrouillieren. Einzelne Baue werden von den Steinkäuzen als Nahrungsdepots genutzt, wenn sie mehr Beute fangen, als sie verzehren. Vereinzelt dienen Rennmausbaue auch als Nistplatz der Steinkäuze. Steinkäuze, die so einen Großteil ihrer Beute finden, zeigen am Gefieder von Kopf, Schulter und Rücken sehr deutliche Abnutzungsspuren.
Bei Schneedecken von bis zu drei Zentimeter Dicke ist der Jagderfolg von Steinkäuzen auf Nagetiere verglichen zu schneefreien Jahreszeiten höher, da diese Schneedecke zu dünn ist, als dass Nagetiere unterhalb der Schneeoberfläche Gänge graben könnten, und da sie gegen den weißen Untergrund besser sichtbar sind. Bei sieben bis neun Zentimeter tiefem Neuschnee dagegen sinkt der Jagderfolg von Steinkäuzen deutlich, weil sich Nagetiere dann überwiegend unter der Schneeoberfläche aufhalten. Besteht über mehr als drei Wochen eine dichte und hohe Schneedecke, steigt die Mortalitätsrate stark an.

## Fortpflanzung
Ein Steinkauzjahr lässt sich in folgende Phasen gliedern:

Ein Steinkauz in einer Niströhre

- brutzeitlich-territoriale Balzphase
- sexuelle Balzphase
- Brut- und Aufzuchtperiode
- Ruhe- und Mauserphase
- außerbrutzeitlich-territoriale Balzphase, auch Herbstbalz genannt
- winterliche Ruhephase

Bereits in der winterlichen Ruhephase beginnt die Anpaarung. In Mitteleuropa übertagen etablierte Steinkauzpaare bereits ab Dezember gemeinsam in den Nisthöhlen.

### Revierverteidigung und Balz

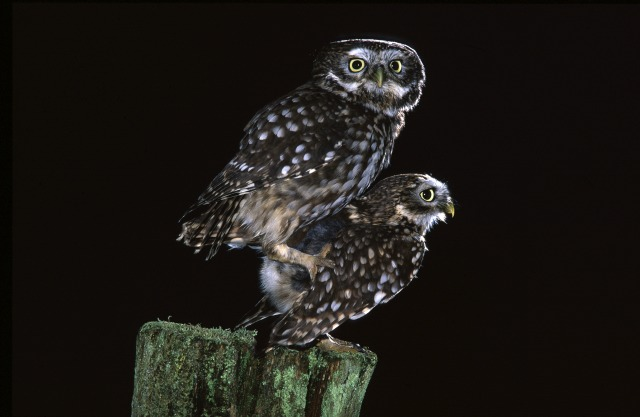
Kopulation

Die Bereitschaft des Steinkauzes, sein Revier zu verteidigen, sinkt nach der erfolgreichen Aufzucht der Jungvögel und der Herbstbalz. Sie verstärkt sich erst wieder mit dem Beginn der Balzzeit. Das Männchen patrouilliert zu Beginn der Fortpflanzungszeit verstärkt die Grenzen des Reviers und lässt in dieser Zeit häufig seine lauten guhg-Rufe hören, was sowohl anderen Männchen die Grenzen des eigenen Reviers anzeigt als auch gegenüber den Weibchen als Kontaktruf dient. In Mitteleuropa reagieren Revierinhaber auf Klangattrappen dieser guhg-Rufe vor allem im Zeitraum von Februar bis Anfang April. Eindringlinge werden vom Revierinhaber vertrieben, indem sie direkt angeflogen und unter lautem Keckern bis zur Territoriumsgrenze verfolgt werden.
Sobald das Weibchen auf den Kontaktruf reagiert, kommt es zu Verhaltensweisen, die primär der Festigung der Paarbeziehung dienen. Die Rufe und Gesänge sind in Anwesenheit eines Partners deutlich verhaltener. Häufig rufen Männchen und Weibchen neben einfachen Reviergesängen wechselnd Lock-, Bettel- und Erregungslaute. Hinzu kommen ein gegenseitiges Beknabbern und Kraulen sowie demonstrative gemeinsame Revierflüge. Sie suchen dabei bevorzugt Sitzwarten auf, die von dem Paar auch während des übrigen Jahres häufig genutzt werden. Charakteristisch ist, dass das Weibchen dort bettelnde Laute von sich gibt. Das Männchen übergibt dem Weibchen als Reaktion auf diese Bettellaute Beutetiere. Die Anzahl der übergebenen Beutetiere hat einen Einfluss auf den Reproduktionserfolg des Paares: Weibchen speichern in dieser Zeit Depotfett, das sie für die Eiproduktion und das anschließende Brutgeschäft benötigen. Dieses Verhalten wird zunehmend intensiver und setzt sich im Besuch möglicher Nistplätze und einer zunehmenden Anzahl von Begattungen fort. Es kommt dabei zu bis zu vier Begattungen pro Nacht. Bei der Begattung steigt das Männchen auf den Rücken des Weibchens. Im Schnitt verbleibt er bis zu 30 Sekunden auf dem Rücken des Weibchens. Der eigentliche Akt dagegen dauert im Schnitt nur 3,1 Sekunden.

### Nistplatz und Nistplatzwahl

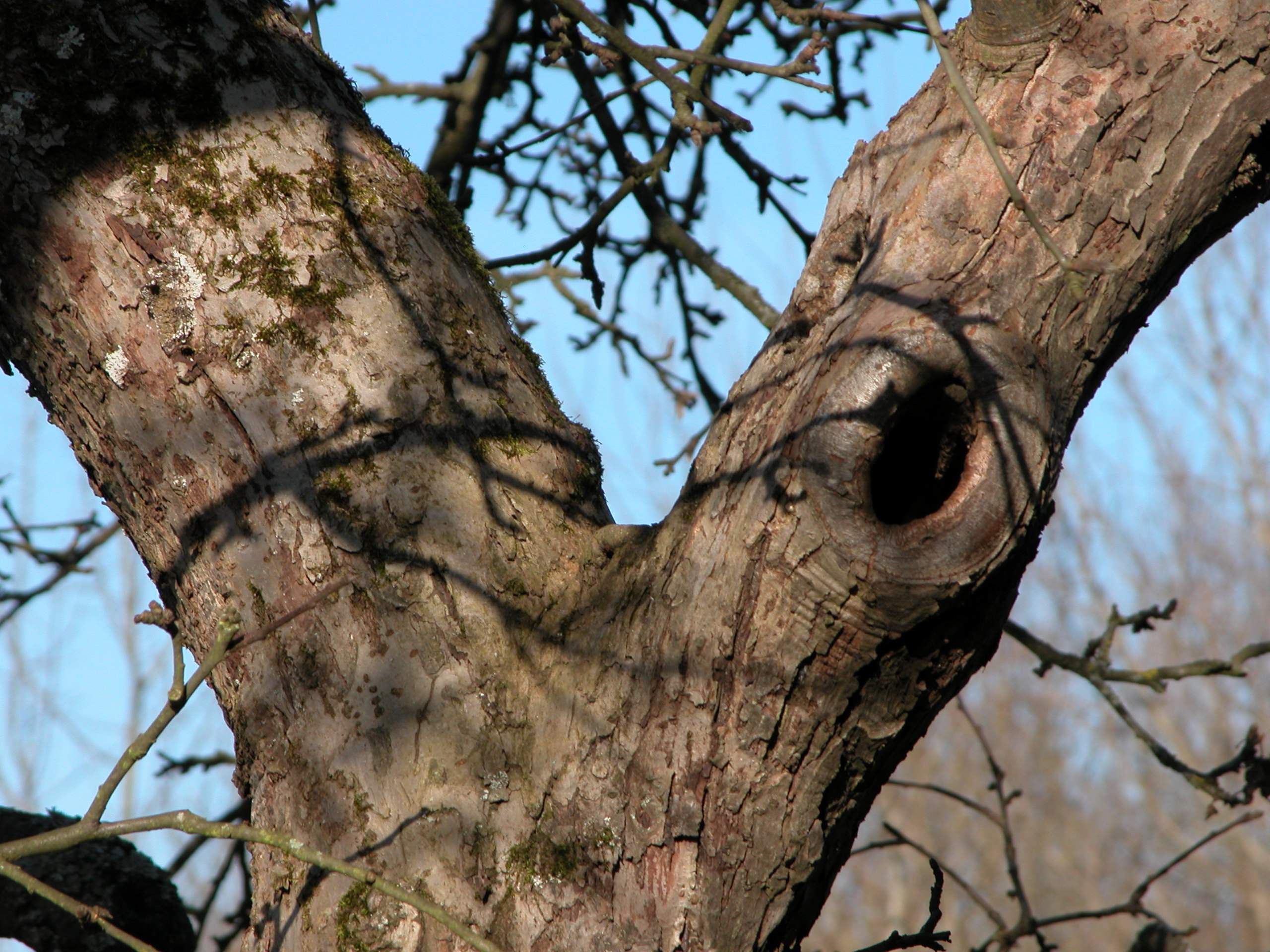
Obstbaum mit Asthöhle

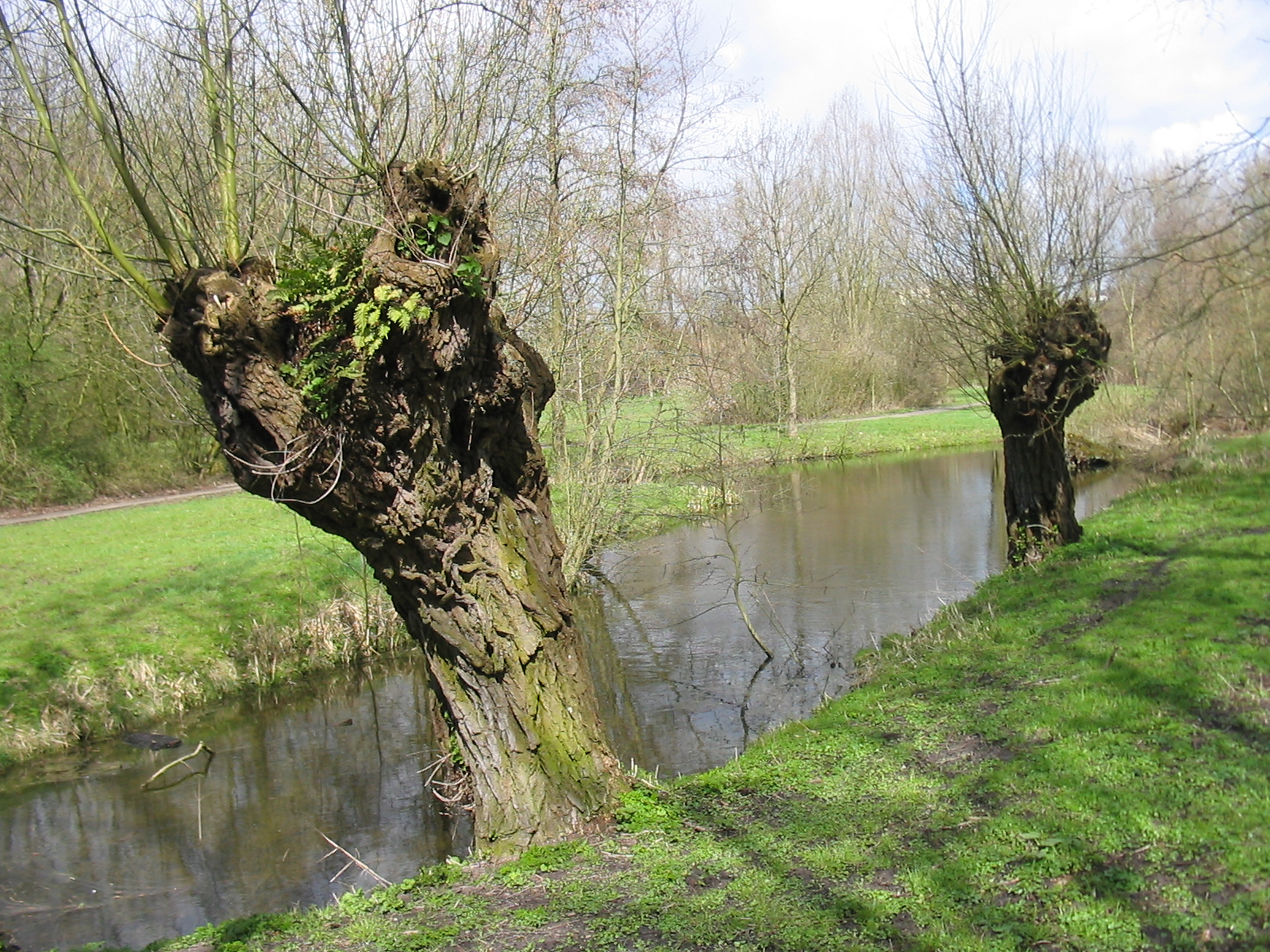
Die Baumhöhlen von Kopfweiden werden gelegentlich als Nistplatz genutzt

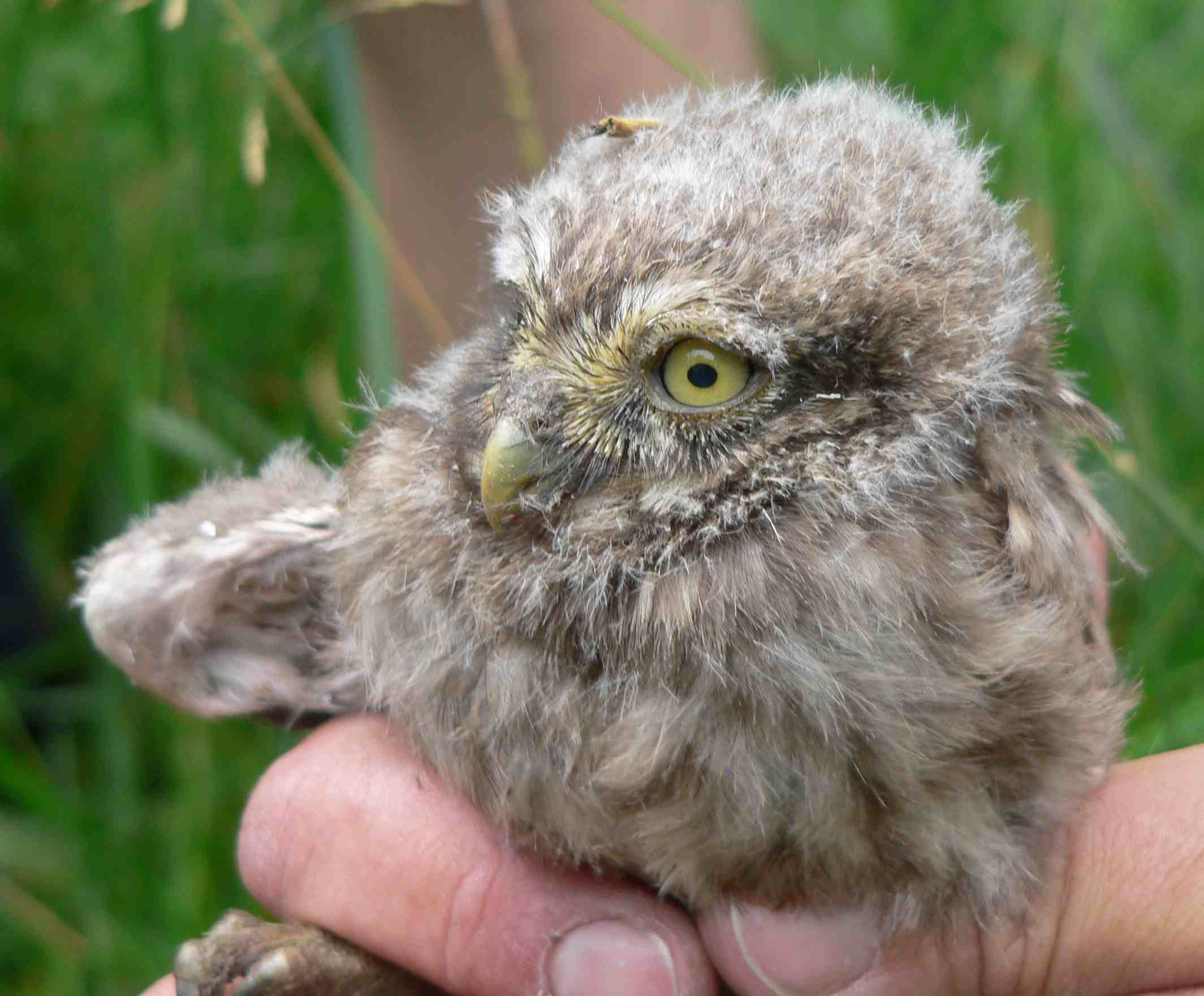
Junger Steinkauz, etwa 3½ Wochen

Männchen zeigen dem Weibchen innerhalb des Reviers mehrere zum Nisten geeignete Plätze an. Die eigentliche Nistplatzwahl scheint jedoch das Weibchen zu treffen. Etablierte Paare nutzen ihre Bruthöhlen bereits mit dem Beginn der Anpaarungsphase. Steinkäuze, die sich ein Revier neu aussuchen, besetzen ihre Bruthöhlen erst nach dem Ende der winterlichen Ruhephase.
Steinkäuze sind sehr anpassungsfähig, was ihre Nistplätze betrifft. Die Nistkammer muss lediglich groß genug sein, um die Eier und später die Jungvögel zu fassen. Sie muss der Brut hinreichend Schutz vor Wind und Regen bieten und möglichst dunkel sein. Der Eingang sollte zwar für Steinkäuze einfach zugänglich sein, aber einen hinreichenden Schutz vor Beutegreifern bieten. In Mittel- und Westeuropa nutzen Steinkäuze bevorzugt Baumhöhlen als Nistplatz. Der Anteil der Baumbruten beträgt in Großbritannien 92 %, am unteren Niederrhein 85,3 % und in Frankreich 80 %. Es dominieren dabei nur einige wenige Baumarten. Obstbäume spielen eine große Rolle, daneben werden Höhlen in Weiden, Pappeln, Linden und Eichen genutzt. Leerstehende Gehöfte, Scheunen, Kapellen und gelegentlich auch bewohnte Häuser und Ställe werden vom Steinkauz gleichfalls als Nistplatz genutzt. Hier brütet er typischerweise auf Dachböden, in Hohlräumen von Zwischendecken oder in unter Dachvorsprüngen angebrachten Nistkästen.
Steinkäuze tragen kein Nistmaterial ein. Die Nestbauaktivitäten beschränken sich auf ein Säubern der Höhle und Scharren einer Mulde am Boden der Höhle. Dohlen, Stare und Feldsperlinge sind Nistplatzkonkurrenten des Steinkauzes. Bei Bruten in Kopfweiden kann es sogar zu einer Konkurrenz mit Stockenten kommen.

### Brut- und Aufzuchtsphase

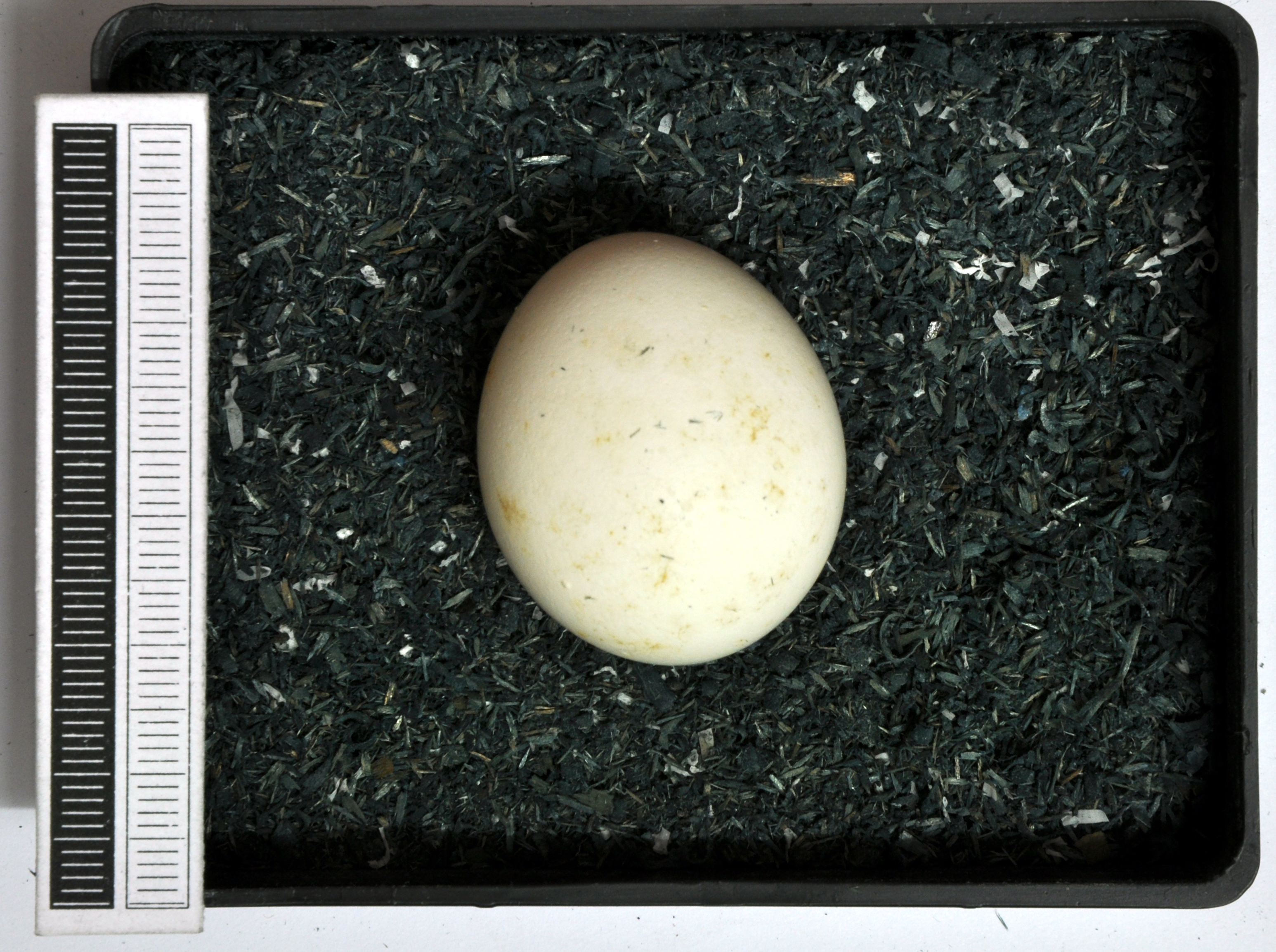
Ei (Sammlung Museum Wiesbaden)

Der Legebeginn ist abhängig vom Nahrungsangebot und der Witterung. Er fällt in Mittel- und Westeuropa meist in die letzte Aprildekade. Das Gelege umfasst gewöhnlich drei bis fünf Eier. Der Legeabstand zwischen den einzelnen Eiern beträgt meist zwei Tage. Die Eier sind reinweiß und glanzlos bis mäßig glänzend. Sie wiegen etwa 14 bis 15 Gramm, sind 3,3 bis 4,0 Zentimeter lang und 2,7 bis 3,1 Zentimeter breit. Steinkäuze ziehen in der Regel nur eine Brut pro Jahr groß, geht das Gelege frühzeitig verloren, kann es zu Ersatzgelegen kommen. Weibchen beginnen gelegentlich schon nach der Ablage des ersten Eis zu brüten. Manche Weibchen nehmen das Brutgeschäft erst nach der Ablage des vorletzten oder letzten Eis auf. In der Regel beträgt die Brutdauer zwischen 22 und 30 Tagen.
Es brütet allein das Weibchen; es wird während der Brutzeit vom Männchen mit Beute versorgt. Normalerweise jagen Weibchen nur für einige wenige Minuten während der kurzen Brutpausen. Ist das Männchen allerdings nicht in der Lage, das Weibchen ausreichend mit Nahrung zu versorgen, dann verlängert das Weibchen die Brutpausen und jagt in unmittelbarer Umgebung des Brutplatzes. Die jungen Steinkäuze schlüpfen in Mitteleuropa meist in der 3. Maidekade. Der Schlüpfabstand ist abhängig davon, wann das Weibchen mit der Brut begonnen hat. Hat es erst mit der Ablage des letzten Eies zu brüten begonnen, schlüpfen die Jungvögel nahezu gleichzeitig. Häufig beträgt der Schlüpfabstand aber ein bis zwei Tage. Während der ersten acht Lebenstage werden die Jungen intensiv, zwei Wochen alte Nestlinge dagegen nur noch während der mitternächtlichen Ruhepausen gehudert. Kainismus kommt unter den Geschwistern eines Geleges wie bei vielen anderen Eulenarten auch beim Steinkauz vor. Opfer von Kainismus sind meistens die jüngsten Nestlinge.
Während die Jungvögel noch in der Nisthöhle sind, füttert nur das Weibchen. Das Männchen trägt Beute heran, übergibt sie aber in der Regel dem Weibchen. Auf die Fütterungslaute des Weibchens reagieren die zunächst blinden Jungvögel mit einem gerichteten Betteln. Ab dem 12. Lebenstag richten sie sich zur Beuteabnahme auf, indem sie die Fersengelenke strecken. Die Jungvögel verlassen im Alter von 22 bis 24 Tagen die Nisthöhle und klettern in die nähere Umgebung. Sie sind zu diesem Zeitpunkt noch nicht flügge; das frühzeitige Verlassen der Nisthöhle verringert jedoch die Gefahr, dass Beutegreifer sie in der Nisthöhle greifen können. Ab dem 30. bis 32. Lebenstag können Jungvögel kurze Strecken fliegen. Sie halten sich bis zu einem Lebensalter von 40 Tagen in der Nähe der Bruthöhle auf und werden von beiden Elternvögeln gefüttert. Mit zunehmendem Alter jagen die Jungvögel auch selbst. Der Familienverband löst sich auf, wenn die Jungvögel ein Alter von zwei bis drei Monaten erreicht haben. Der größte Teil der Jungvögel siedelt sich in einer Entfernung von weniger als 10 Kilometer vom Geburtsort an. Nur knapp 10 Prozent der Jungkäuze errichten ihr Revier in einer Entfernung von über 100 Kilometern. Im Herbst ihres Geburtsjahres beherrschen die jungen Steinkäuze fast das ganze Stimmrepertoire und verbreiten auch den Reviergesang.

### Bruterfolg und Lebenserwartung
Die Reproduktionsrate von Steinkäuzen ist wegen der sehr wenigen Nachgelege, der verhältnismäßig geringen Schlupfrate und der Sterblichkeit der Nestlinge nicht hoch. Zum Ausgleich der Sterblichkeitsrate der Art müsste jedes Brutpaar zwischen 1,7 und 2,34 flügge Junge pro Jahr großziehen, um den Bestand stabil zu halten. Tatsächlich bewegt sich in Europa die langfristige Reproduktionsrate zwischen diesen beiden Werten.
Aus etwa 13 Prozent der Eier schlüpfen keine Nestlinge. 4,5 Prozent der geschlüpften Nestlinge gehen ein, bevor sie flügge werden. Sogar über 70 Prozent der Steinkäuze sterben im ersten Lebensjahr. Die durchschnittliche Lebenserwartung für weibliche Steinkäuze liegt bei vier Jahren. Die für Männchen liegt etwas darunter. Das Höchstalter für freilebende Steinkäuze beträgt 15 Jahre. In Gefangenschaft gehaltene Steinkäuze erreichten ein Lebensalter von 18 Jahren.

### Herbstbalz
Europäische Steinkäuze rufen bereits ab Ende Juli verstärkt, um die Grenzen ihres Territoriums anzuzeigen. In diesem Zeitraum verlassen Jungkäuze das elterliche Revier. Der zweite Höhepunkt der territorialen Balzphase fällt in den Oktober und November. In dieser Zeit patrouillieren die Männchen erneut verstärkt ihre Reviergrenzen und greifen Reviereindringlinge an. Diese territoriale Phase der Balz zielt primär auf das Abdrängen der Jungvögel sowie das Sichern des Beutepotentials für den kommenden Winter.

## Mortalitätsursachen

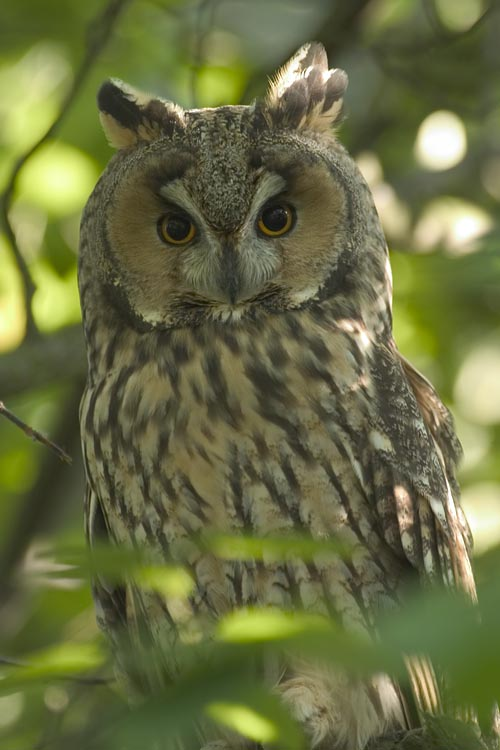
Die Waldohreule gehört zu den Eulen, die verhältnismäßig häufig Steinkäuze schlagen

Zu den Fressfeinden des Steinkauzes zählen alle größeren Eulenarten, eine Reihe von Greifvögeln und carnivore Säugetiere wie der Marder sowie streunende Hauskatzen. Verschiedene Studien belegen, dass der Steinmarder einer der wesentlichen Prädatoren des Steinkauzes ist. Er ist ein Nahrungsgeneralist, der als geschickter Kletterer Steinkauzhöhlen erreicht und Eier und Nestlinge frisst und gelegentlich auch adulte Steinkäuze erjagt. Unter den Eulen sind insbesondere Uhu, Waldkauz und Waldohreule Fressfeinde des Steinkauzes. Eine große Rolle als Beutegreifer spielt der Waldkauz, der sowohl Nistplatz- als auch Nahrungskonkurrent ist. Zu den Greifvögeln, die Steinkäuze erbeuten, zählen Habicht, Rotmilan, Wanderfalke und Mäusebussard. Gelege werden bisweilen von Elstern und Dohlen gefressen.
Das Wetter hat einen wesentlichen Einfluss auf den Bruterfolg von Steinkäuzen. Vor der Eiablage führt tagelanger Regen zu einer unterdurchschnittlichen Gelegegröße, da die Weibchen dann weniger jagen und entsprechend einen weniger guten Ernährungszustand haben. Lang anhaltender Regen im Mai und Juni führt zu einer erhöhten Sterblichkeit unter Nestlingen. Einen besonders starken Einfluss auf den Steinkauzbestand eines Gebietes haben jedoch kalte und schneereiche Winter. Der Anteil des Depotfetts am Körpergewicht ist bei Steinkäuzen höher als bei Schleiereulen, und sie sind daher besser als diese gleichfalls standorttreue Eulenart in der Lage, Schlechtwetterperioden zu überstehen. Bei lange bestehenden hohen Schneedecken verhungern Steinkäuze jedoch. In Deutschland waren nach den strengen Wintern 1978/79 und 1985/86 30 beziehungsweise 38 Prozent der Steinkauznistplätze nicht mehr besetzt.
Steinkäuze fallen verhältnismäßig oft dem Straßenverkehr zum Opfer, da sie bevorzugt am Boden jagen und beim Wechsel zwischen Jagdwarten meist sehr niedrig über dem Boden fliegen. Von je 100 aufgefundenen toten Steinkäuzen waren zwischen 34 (Belgien, 2001) und 50 (Großbritannien, 1991–1996) überfahren worden. Diese Zahlen überschätzen zwar den Anteil der Steinkäuze, die auf diese Weise den Tod finden, da sie einfacher aufzufinden sind als Steinkäuze, die von Beutegreifern geschlagen werden oder verhungern. Sie sind aber ein deutlicher Hinweis darauf, dass zunehmender Verkehr und eine größere Straßendichte einen negativen Einfluss auf die Steinkauzpopulation haben. Diese Aussage wird auch von Langzeitauswertungen unterstützt, wie sie beispielsweise für Großbritannien vorliegen. So betrug der Anteil an Verkehrsopfern unter tot aufgefundenen Steinkäuzen zwischen 1910 und 1954 lediglich sechs Prozent und lag für den Zeitraum 1963 bis 1970 bei 35 Prozent, bevor er auf die oben zitierten 50 Prozent für 1991 bis 1996 anstieg.
Weitere anthropogene Faktoren, die zur Erhöhung der Mortalität von Steinkäuzen beitragen, sind die Belastungen mit Rodentiziden und Anthelminthika, die sich in Beutetieren der Steinkäuze akkumuliert haben. Auch Schwermetalle wie Cadmium und Blei reichern sich über die Nahrungskette in Steinkäuzen an.

## Systematik
Der Steinkauz zählt zur Gattung der Steinkäuze, zu der vier bis sechs Arten gerechnet werden. Eine Art ist in Nordamerika verbreitet, die übrigen kommen in der Alten Welt vor.
Nach klassischer Taxonomie werden wegen Unterschieden im Körperbau und in der Gefiederfärbung für den Steinkauz bis zu 13 Unterarten unterschieden. Auf Grund von phylogenetischen Untersuchungen ist diese Einteilung derzeit im Umbruch. So unterscheiden sich die mittel- und südeuropäischen Formen auf Basis des Cytochrom-b-Vergleichs deutlich von Formen in Kleinasien und Israel. Nach den bislang vorliegenden Ergebnissen ist es möglich, dass es sich bei den Unterarten noctua, vidalii, indigena, lilith und plumipes um Arten handelt, die einer Superspezies angehören. Claus König und Friedhelm Weick nennen in ihrer 2008 erschienenen Eulenmonographie nur noch acht Unterarten und behandeln A. lilith und A. spilogastra als eigenständige Arten.
| Unterart                                         | Verbreitungsgebiet | Unterscheidungsmerkmale der einzelnen Unterarten |
| ------------------------------------------------ | --- | --- |
| Athene noctua noctua (Scopoli, 1769) Nominatform | Sardinien, Korsika, Italien, Südosten Österreichs, Slowenien, Slowakei, Ungarn, Moldawien, Nordrumänien, Dänemark, Norddeutschland, Polen, Baltikum. Verbreitungsgebiet überlappt sich mit dem von A. n. vidalii in Südfrankreich, Schweiz, Süddeutschland, Teilen Österreichs, Tschechiens und der Slowakei. Mit A. n. indigena überlappt sich das Verbreitungsgebiet in Moldawien, Kroatien, Bosnien sowie in der Ukraine nördlich von Kiew. In Neuseeland eingeführt. | Das Körperobergefieder ist etwas rötlicher als bei der Unterart vidalii; die weißen Flecken sind etwas verwaschener                                                             |
| A. n. vidalii Brehm, 1857                        | Westeuropa; von den Niederlanden und Belgien über Frankreich bis zur iberischen Halbinsel. In Großbritannien eingeführt. | Dunkelste Unterart; weiße Flecken des Körperobergefieders klar abgegrenzt |
| A. n. indigena Brehm, 1855                       | Albanien, Bosnien, Süd- und Ostrumänien, Süden Moldawiens und Georgiens, in südlicher Verbreitungsrichtung bis Kreta und Rhodos, Türkei (bis auf Südosten), Levante, Transkaukasien und Südwesten Sibiriens, überlappt sich mit bactriana im Süden des Urals | Etwas blasser als die Nominatform |
| A. n. glaux (Savigny, 1809)                      | Nordafrika, Küstengebiete Israels nördlich bis nach Haifa | Relativ dunkle Unterart; die Streifung des Unterkörpergefieders ist dunkelbraun                                                                                                 |
| A. n. saharae (Kleinschmidt, 1909)               | Nord- und Zentralsahara, schließt sich in südlicher Richtung dem Verbreitungsgebiet von glauxan | Blasser als glaux, ausgeprägtere weiße Fleckung auf dem Oberkopf. Einige Autoren sind der Überzeugung, dass eine Unterscheidung von saharae von glaux nicht gerechtfertigt ist. |
| A. (n.) lilith Hartert, E, 1913                  | Zypern, vom Sinai bis in den Südosten der Türkei, Verbreitungsgebiet überlappt sich im Irak mit dem von bactriana und dem von saharae in Saudi-Arabien | Blasseste Unterart, Körperunterseite nur wenig gestreift. Siehe auch Lilith-Kauz                                                                                                |
| A. n. bactriana Blyth, 1847                      | Von der Ostküste des Kaspischen Meers über den Südosten Aserbaidschans und Ostiran bis zum Altaigebirge, Teile Kasachstans; überlappt sich westlich des Flusses Ural mit indigena und weiter in Zentralasien mit orientalis | Größer als die vorherigen Unterarten, Zehen etwas stärker befiedert. |
| A. n. ludlowi Baker, ECD, 1926                   | Kaschmir, Hochebene Tibets bis Xikang und den Westen von Qinghai, China | Ähnlich wie bactriana, aber klarer abgegrenzte weiße Fleckung |
| A. n. orientalis Severtzov, 1873                 | Pamir- bis Altaigebirge, Tianshan, Dsungarischer Alatau und Tacheng | Heller als bactriana, klarer abgegrenzte dunkle Streifung auf der Körperunterseite                                                                                              |
| A. n. plumipes Swinhoe, 1870                     | Südosten des Altaigebirges, Tannu-ola-Gebirge, Daurien | Braungraue Unterart |
| A. n. impasta Bangs & Peters, 1928               | Qinghai und Ganus, China | Von der Unterart plumipes äußerlich nicht zu unterscheiden. Genetische Untersuchungen haben aber Unterscheidung von dieser Unterart bestätigt.                                  |
| A. (n.) spilogastra Heuglin, 1863                | Rotes Meer von Port Sudan bis in den Norden von Eritrea | sehr klein, blassbraune Körperoberseite. Siehe auch Äthiopien-Kauz |
| A. n. somaliensis Reichenow, 1905                | Ostäthiopien, Somalia | Kleinste Unterart mit einer Flügellänge von 134 bis 143 Millimetern. Wird von einigen Autoren als Unterart einer eigenständigen Art Athene spilogastra eingestuft.              |

## Mensch und Steinkauz

### Der Steinkauz in Mythologie und Aberglaube

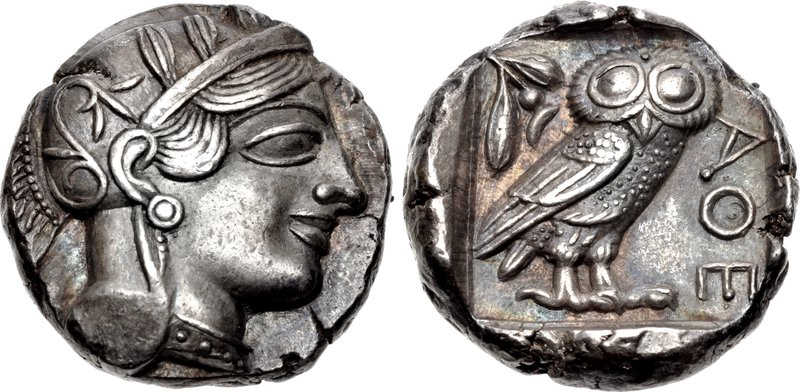
Tetradrachmon, auf der Vorderseite ist der Kopf der Athene, auf der Rückseite ein Steinkauz mit Olivenzweig dargestellt, nach 445 v. Chr.

Die ältesten bekannten Darstellungen von Steinkäuzen finden sich in der inneren Mongolei und stammen aus dem Zeitraum 8.000 bis 7.500 BP. In der Bibel wird an drei Stellen des Alten Testaments ein Vogel mit dem hebräischen Namen כוס (kôs) erwähnt, der mit Käuzchen übersetzt wird. Dabei handelt es sich mit hoher Wahrscheinlichkeit um den Steinkauz. Levitikus 11,17 und Deuteronomium 14,16 beschreiben das Käuzchen im Rahmen der jüdischen Speisegesetze als unreines Tier, dessen Verzehr gläubigen Juden verboten ist. In Psalm 102, einem Klagelied, bringt der Beter seine Einsamkeit und Verzweiflung mit den Worten „Ich bin wie die Eule in der Einöde, wie das Käuzchen in den Trümmern.“ (Psalm 102,7) zum Ausdruck.
In der griechischen Mythologie galt der Steinkauz als Sinnbild der Göttin Athene und entsprechend häufig ist diese Eulenart dargestellt. Zu den bekanntesten antiken griechischen Münzen zählen Drachmen, die auf der Vorderseite den Kopf der Athene und auf der Rückseite einen Steinkauz mit einem Olivenzweig zeigen. Diese Münzen waren von etwa 525 v. Chr. an im Umlauf. Die Rückseite einer derartigen Münze ist auch auf der nationalen Seite der heutigen griechischen 1-Euro-Münze abgebildet.

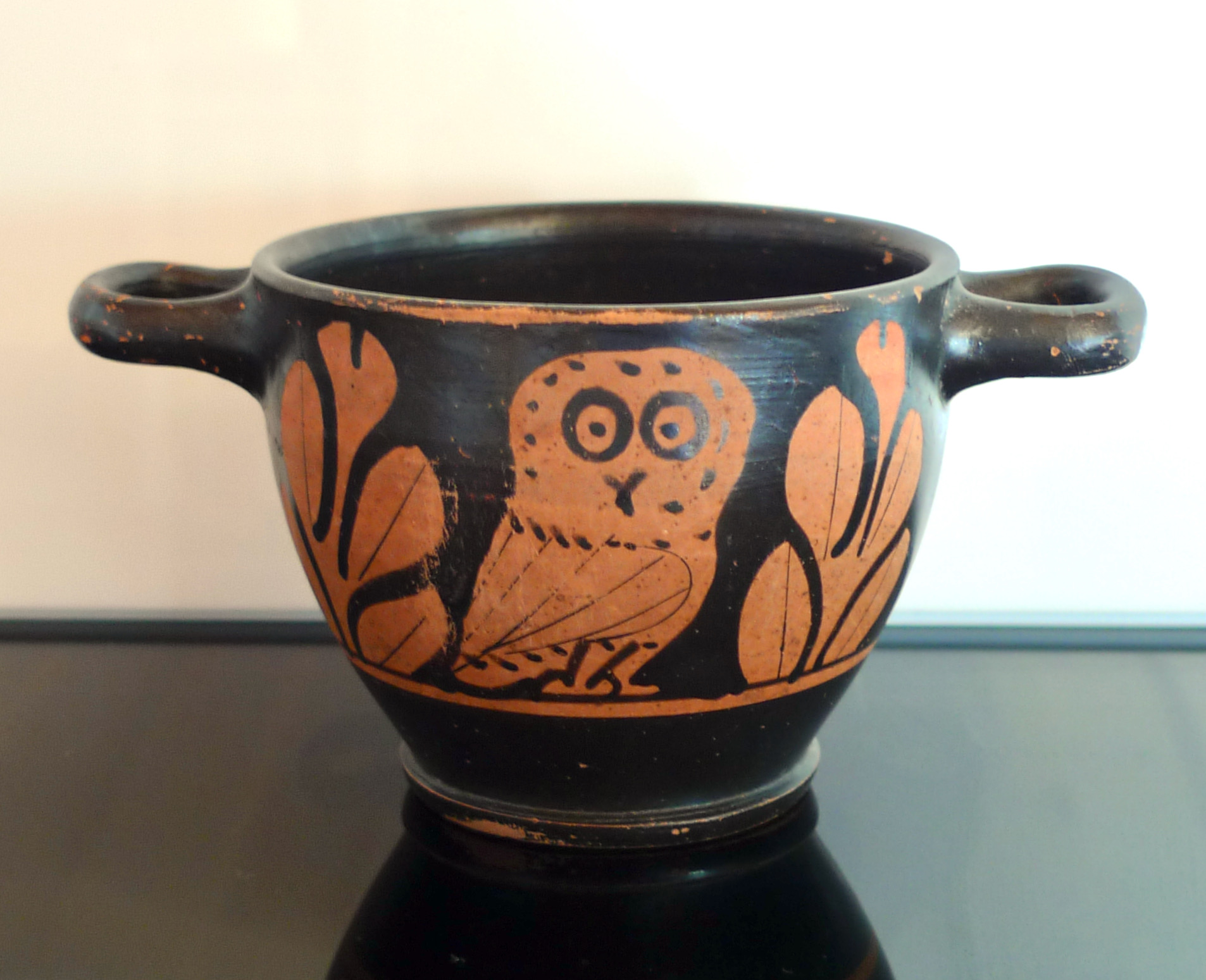
Attischer Eulen-Skyphos aus dem 5. Jahrhundert v. Chr.

Im 5. Jahrhundert v. Chr. waren in Athen Trinkbecher mit Steinkauz-Motiv, die so genannten Eulen-Skyphoi, sehr beliebt. Sie entwickelten sich zu einem Exportschlager und wurden in die ganze Mittelmeerwelt exportiert.
Der Steinkauz gehört neben Uhu und Schleiereule zu den drei Eulenarten, die Plinius der Ältere in seiner Naturalis historia erwähnt. Plinius unterstellt dem Steinkauz Schläue und berichtet (fälschlich), der Steinkauz werfe sich auf den Rücken, um sich mit Schnabel und Krallen gegen Kleinvögel zu verteidigen, wenn sie gegen ihn hassen. Im deutschen Volksaberglauben galt insbesondere der Steinkauz als Todesverkündiger. Da er häufig auf Kirch- und Friedhöfen zu sehen war, trug er im Volksmund auch die Bezeichnung Kirchenhuhn, Totenvogel oder Leichenhuhn. Dass der Steinkauz früher als Todesbote galt, mag mit den Umständen zusammenhängen, unter denen sein Ruf wahrgenommen wurde. Denn damals waren nur die Zimmer kranker oder sterbender Menschen beleuchtet. Ihr Licht lockte Insekten an die Fenster der Krankenzimmer, und diese wiederum zogen jagende Steinkäuze an. Für die am Krankenbett wachenden Angehörigen musste der Ruf „kuwitt“ des Kauzes als unheilankündigendes „Komm mit!“ klingen und wurde wie eine Aufforderung empfunden, dem Steinkauz ins Jenseits zu folgen.

### Haltung

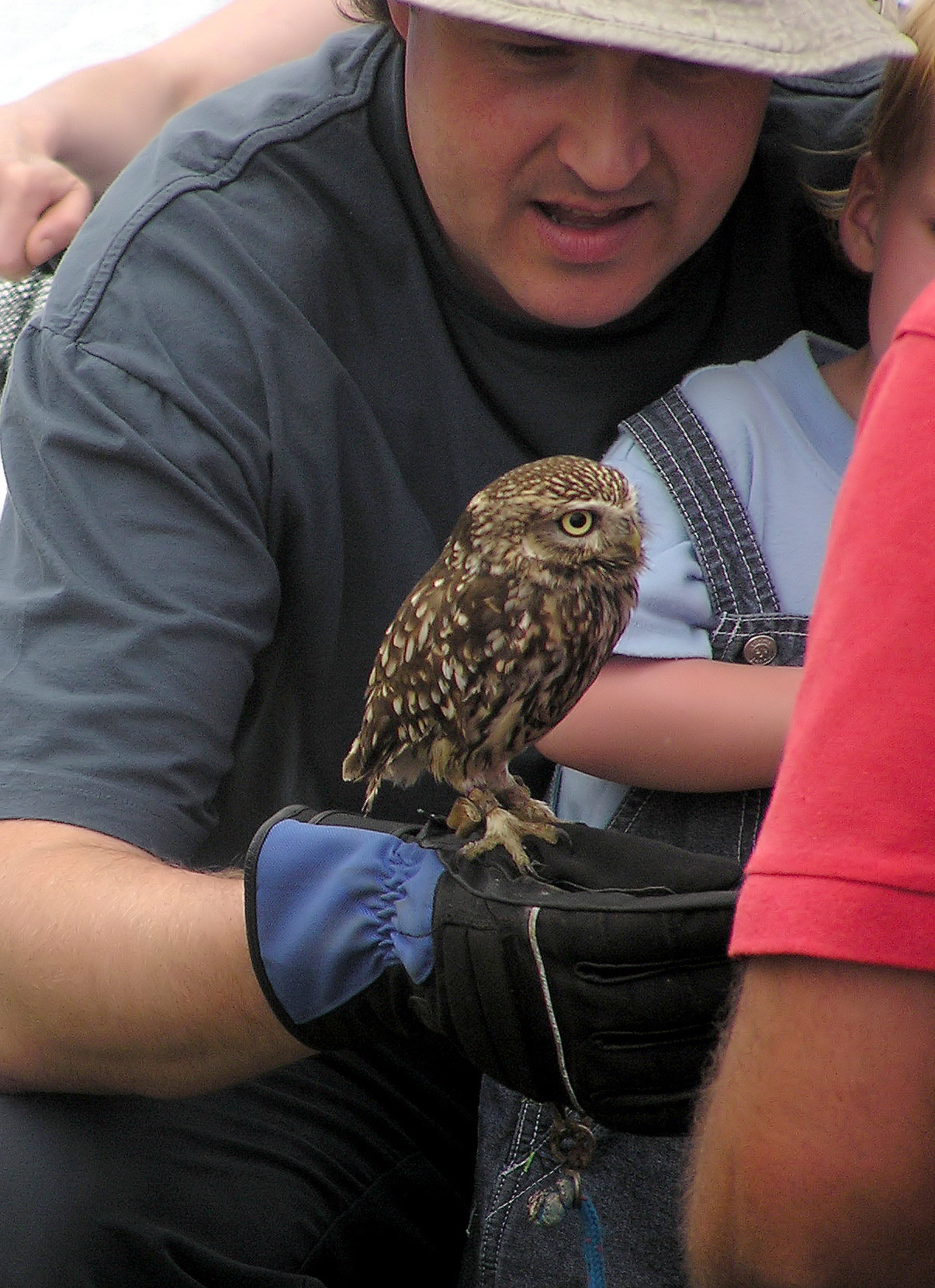
Ein Steinkauz wird Kindern gezeigt, Avon Valley Country Park, Großbritannien

Für das 19. Jahrhundert ist belegt, dass Steinkäuze gelegentlich als Ziervogel gehalten wurden. In Italien ließ man gezähmte und kupierte Steinkäuze im Haus und Garten Nagetiere und Insekten jagen. Gängiger war die Haltung von Steinkäuzen, um sie in der sogenannten Hüttenjagd zu verwenden. Dabei nutzte man aus, dass viele Vogelarten auf Eulen mit aggressivem Verhalten reagieren, wenn sie sie während des Tages entdecken (siehe: Hassen). Solche Hüttenjagden mit Steinkäuzen wurden in Italien von 350 v. Chr. bis ins 20. Jahrhundert und in Deutschland vom 17. bis 20. Jahrhundert praktiziert. In Italien fing man auf diese Weise vor allem Lerchen. Haupthandelsort war Crespina, eine kleine Stadt in der Nähe von Pisa. Hier wurden traditionell am 29. September Steinkäuze verkauft, die als Nestlinge den Bruthöhlen entnommen und in menschlicher Obhut aufgezogen worden waren. Erst seit den 1990er Jahren ist dieser Handel offiziell verboten; wegen der langen kulturellen Tradition für die Jagd mit dem Steinkauz werden jedoch nach wie vor Ausnahmegenehmigungen erteilt. So gibt es in der Nähe von Crespina noch eine Aufzuchtstation für Steinkäuze, die von Jägern unterhalten wird.

### Maßnahmen zum Bestandserhalt
In vielen europäischen Ländern wirkte sich bereits das zunehmende Verschwinden der kleinparzelligen Weidewirtschaft negativ auf die Bestände des Steinkauzes aus. In den letzten Jahrzehnten ist es durch Rodungen alter Obstbäume und Kopfweiden und der Umwandlung von Grün- in Ackerland zu einer weiteren Lebensraumzerstörung gekommen, was den Verlust an Nisthöhlen und Tagesverstecken zur Folge hatte. Als einer der kritischen Faktoren für die Populationsdichte von Steinkäuzen gilt der Mangel an geeigneten Nistplätzen. Schutzprogramme konzentrieren sich daher auf das Ausbringen von Nisthilfen in Gebieten, in denen mit dem Vorkommen des Steinkauzes noch gerechnet werden kann. In Deutschland und anderen europäischen Ländern kam man allerdings zu dem Schluss, dass das Bemühen um den Erhalt der Art vergeblich sein werde, wenn seitens der Politik nicht flankierende Maßnahmen umgesetzt werden, die den Fortbestand von Lebensräumen wie Streuobstwiesen sicherstellen.
Im südlichen Emsland und der Niedergrafschaft Bentheim, früher reich besetzt mit Steinkäuzen, konnte der NABU durch die Anbringung von Nistmöglichkeiten, die wegen des Fehlens alter offener Scheunen oder hohler Bäume sehr rar geworden waren, den Bestand stabilisieren und das Verbreitungsgebiet von den letzten Bestandsinseln langsam ausbreiten.

### Der Steinkauz als Namensgeber
Der Asteroid des äußeren Hauptgürtels (8962) Noctua ist nach dem Steinkauz benannt (wissenschaftlicher Name: Athene noctua). Zum Zeitpunkt der Benennung des Asteroiden am 2. Februar 1999 befand sich der Steinkauz auf der niederländischen Roten Liste gefährdeter Arten.